# キン肉マン (テレビアニメ)
『キン肉マン』（キンにくマン）は、ゆでたまごによる同名の漫画を原作とする、日本のテレビアニメ作品。
1983年に『キン肉マン』、1991年に『キン肉マン キン肉星王位争奪編』（キンにくマン きんにくせいおういそうだつへん）と2度にわたり、テレビアニメとして日本テレビ系列で放映された。アニメーション制作は東映動画が担当し、テレビスペシャル『キン肉マン 決戦!7人の正義超人vs宇宙野武士』（キンにくマン けっせん しちにんのせいぎちょうじんたいうちゅうのぶし）も放映、劇場版も7作公開された。また登場キャラクターの超人たちなど一人ひとりにオリジナルのテーマソングが作られ、アニメにおけるいわゆる「キャラクターソング」の先駆者的存在となった。
2024年からはTBS系列ほかにて『キン肉マン 完璧超人始祖編』（キンにくマン パーフェクト・オリジンへん）が放送された。アニメーション制作はProduction I.Gが担当し、これまで制作を担った東映アニメーションは製作委員会に参加。放送局もTBS系列（CBCテレビ企画協力）に変更となった。
『キン肉マンII世』のアニメについては、キン肉マンII世のテレビアニメを参照。

## キン肉マン（第1期）
1983年4月3日から1986年10月1日まで日本テレビ系列で毎週日曜日10:00 - 10:30（124話まで。一部系列局は遅れネット）、毎週火曜日19:00 - 19:30（125話〜136話、最終話のみ水曜日17:00 - 18:00。一部系列局は遅れネット）に全137話を放送した。本作では2年目の終盤に差し掛かった際、アニメが原作に追いついたため、第106話を区切りとして放送を一時中断する処置をとっている（同時期、原作担当の嶋田隆司の腰痛により、連載を中止していた）。この間は過去のエピソードの再放送「傑作選」に充てていた。
原作における初期の「怪獣退治編」〜「夢の超人タッグ編」、アニメオリジナルの「ザ・サイコー超人の挑戦編」と「地獄の極悪超人編」までの内容を放送。嶋田が「（当時の裏番組であった『笑っていいとも!増刊号』に視聴率で勝利するために）早めに超人オリンピックを始めて下さい」と日本テレビ側に要望したことから、初期のエピソードは大幅に省略されている（主な相違点は後述）。また、原作で読者から支持が得られなかったアメリカ遠征編は連載当時の反省を活かし、原作サイドからの要望で設定が変更されている。
「夢の超人タッグ編」は前述の一時中断によりパート1とパート2に分かれる。また嶋田によると、アニメが原作に追いついてくることにより、お互い気を遣ってペース調整が必要になることを危惧し『キン肉星王位争奪編』直前にアニメスタッフに「ここからは原作トレースじゃなくてオリジナルでやってください」と伝えたとのこと。それを受けて製作された、アニメオリジナル編の「ザ・サイコー超人の挑戦編」と「地獄の極悪超人編」はゴールデンタイムに時間帯を移動したものの、プロ野球中継による放送休止が多く、あまり人気が出ずに、商品の売り上げが落ちたために打ち切りになった。嶋田はこれを残念だった点に挙げている。プロデューサーの田宮武は「『極悪超人編』をはさんでから、人気のある『キン肉星王位継承リーグ編』を製作する予定だったんです」とし、「劇場版第7作『キン肉マン 正義超人vs戦士超人』の人気次第では、春から放映を再開する可能性があるんです」と語ったこともある。
1983年春のスタート時の視聴率は7 - 8%、秋には12 - 15%になり、1年後の春には20%にまで伸び好調だったため、ゴールデンタイムでのテレビスペシャルや劇場版第1作目の制作が決定した。最高視聴率は21.6%、平均視聴率は13.5%を記録した（関東地区・ビデオリサーチ社の調査による）。
アニメ放映前の原作単行本の売上は一巻当たり30 - 40万部だったが、放映中に250万部に達した。そして放映終了と共に30 - 40万部に戻った。テレビ放映終了と共に人気が落ちることが「これほどはっきり結果が出たのも珍しい例」とされている。

### 原作との主な相違点（第1期・王位争奪編共通）
- アニメでキャラクターを並べた際、視聴者が見やすいように一部の超人のカラーリングが変更されている[13]。
- 原作ではギャグが少なくなっていったため、ゆでたまご側の「ギャグを入れてくれ」という要望[6][1]から、観客席やキン骨マンやイワオなど原作中盤から登場しないキャラクターがギャグを展開していた。プロデューサーの田宮武によると、ギャグの要素を強めるためとストーリーを膨らませるためにそれらのキャラクターをレギュラー化させたが、アニメ開始からしばらくして『週刊少年ジャンプ』の担当編集から「今は漫画の方ではギャグ路線を抑え気味にしているので、アニメももう少しアクション寄りにして欲しい」という要望があり、アクションの多い超人オリンピック編に早めに持って行き、それでもギャグキャラクターは出し続けたが編集部からは特に何も言われなかったという[10]。シリアスなエピソードが多い王位争奪編でも視聴者である子供たちに緊張感を与え続けるのを避けるため、原作後半ではほとんど登場しなかったキン骨マンやイワオをあえて登場させ前回と同じくギャグ担当のコメディリリーフとしたことで、「リアルなアクションを中心にギャグを散りばめた」のが本作の特徴になったという[14]。

### 声の出演
- キン肉マン - 神谷明
- ミートくん - 松島みのり
- キン肉大王 - 岸野一彦
- テリーマン - 田中秀幸
- キン骨マン - 二又一成
- ラーメンマン - 蟹江栄司
- ロビンマスク - 郷里大輔
- 中野さん - はせさん治、大竹宏
- キン肉王妃 - 山口奈々
- ナチグロン - 山本圭子
- マリ - 中島千里
- ナツコ - 鶴ひろみ
- 与作 - 水鳥鉄夫
- 五分刈刑事 - 戸谷公次
- イワオ - 佐藤正治
- カニベース - はせさん治
- 委員長 - 北川米彦
- アナウンサー - 戸谷公次
- ブロッケンJr. - 水鳥鉄夫
- リキシマン - 広瀬正志
- ウォーズマン - 田中亮一、堀秀行
- ジェロニモ - 塩沢兼人
- バッファローマン - 佐藤正治
- ブラックホール - 郷里大輔
- アシュラマン - 郷里大輔
- サンシャイン - 佐藤正治
- 悪魔将軍 - 北川米彦

### スタッフ（第1期）
- 原作 - ゆでたまご[11]
- シリーズディレクター - 山吉康夫、川田武範、今沢哲男
- キャラクターデザイン - 森利夫
- 美術デザイン - 襟立智子
- 編集 - 祖田冨美夫
- 音楽 - 風戸慎介
- 録音 - 市川修
- 効果 - 横山正和（E&M）
- 選曲 - 宮下滋
- 現像 - 東映化学
- プロデューサー - 田宮武（東映動画）、武井英彦（日本テレビ）、木村京太郎（読売広告社）
- 製作担当 - 関良宏
- 制作 - 東映[11]、読売広告社[11]

### 主題歌（第1期）
オープニングテーマ
「キン肉マンGo Fight!」（第1話 - 第65話）
作詞 - 森雪之丞 / 作曲 - 芹澤廣明 / 編曲 - 川上了 / 歌 - 串田アキラ
「炎のキン肉マン」（第66話 - 第124話）
作詞 - 森雪之丞 / 作曲 - 芹澤廣明 / 編曲 - 奥慶一 / 歌 - 串田アキラ
「キン肉マン旋風（センセーション）」（第125話 - 最終話）
作詞 - 森雪之丞 / 作曲 - 芹澤廣明 / 編曲 - 京田誠一 / 歌 - 串田アキラ
エンディングテーマ
「肉・2×9・Rock' Roll（にく・ニク・ロックンロール）」（第1話 - 第65話）
作詞 - 森雪之丞 / 作曲 - 芹澤廣明 / 編曲 - 川上了 / 歌 - 串田アキラ / セリフ - 神谷明、水鳥鉄夫
「キン肉マンボ」（第66話 - 第96話、第107話 - 第124話）
作詞・作曲 - 森雪之丞 / 編曲 - 奥慶一 / 歌 - 神谷明、こおろぎ'73、Shines
「キン肉マン音頭」（第97話 - 第106話）
作詞・作曲 - 森雪之丞 / 編曲 - 田中公平 / 歌 - 神谷明、松島みのり、こおろぎ'73、Shines
「キン肉マン倶楽部」（第125話 - 最終話）
作詞 - 森雪之丞 / 作曲 - 芹澤廣明 / 編曲 - 京田誠一 / 歌 - 神谷明
挿入歌

「See you again,hero!」（第59話、第65話、第69話）
作詞 - 森雪之丞 / 作曲 - 芹澤廣明 / 編曲 - 川上了 / 歌 - 神谷明
「テキサスブロンコ（テリーマンのテーマ）」（第59話、第99話）
作詞 - 吉田健美 / 作曲 - 風戸慎介 / 編曲 - 田中公平 / 歌 - 串田アキラ / セリフ - 田中秀幸
「悲しみのベアークロー（ウォーズマンのテーマ）」（第62話、第72話、第75話）
作詞 - 森雪之丞 / 作曲 - 芹澤廣明 / 編曲 - 奥慶一 / 歌 - Woo、こおろぎ'73 / セリフ - 堀秀行
「土俵の英雄（リキシマンのテーマ）」（第69話）
作詞 - 吉田健美 / 作曲 - 風戸慎介 / 編曲 - 田中公平 / 歌 - 串田アキラ / セリフ - 広瀬正志
「奇蹟の逆転ファイター（キン肉マンのテーマ）」（第71話）
作詞 - 森雪之丞 / 作曲 - 芹澤廣明 / 編曲 - 奥慶一 / 歌・セリフ - 神谷明

「阿修羅地獄（アシュラマンのテーマ）」（第75話）
作詞 - 森雪之丞 / 作曲 - 芹澤廣明 / 編曲 - 松井忠直 / 歌 - GAKURO / セリフ - 郷里大輔
「悪魔の猛牛（バッファローマンのテーマ）」（第82話、第86話）
作詞 - 森雪之丞 / 作曲 - 芹澤廣明 / 編曲 - 田中公平 / 歌 - 宮内タカユキ / セリフ - 佐藤正治
「アジアの狼（モンゴルマンのテーマ）」（第108話）
作詞 - 森雪之丞 / 作曲 - 小林克己 / 編曲 - 松井忠直 / 歌 - さいとうようじ / セリフ - 蟹江栄司
「カンフーファイター（ラーメンマンのテーマ）」（第109話）
作詞 - 吉田健美 / 作曲 - 風戸慎介 / 編曲 - 田中公平 / 歌 - こおろぎ'73 / セリフ - 蟹江栄司
セリフはソフトのみ。オープニング、エンディングと各キャラクターのテーマソングはレコードやカセットテープに収録されて発売され、2002年に発売されたCD『キン肉マン 超人大全集』に全曲収録された。
次回予告のBGMに関しては、第1話 - 第123話は「キン肉マンGo Fight!」、第124話 - 第136話は「キン肉マン旋風（センセーション）」が使用された。
1985年度のオリコンの「TVマンガ・童謡部門」のチャートでは、年間チャート100位以内にキン肉マン関連の作品が12作ランクインしている。

### 各話リスト（第1期）
- タイトルコールはミート役の松島みのりが務めた（第3話以降）。
- 15分2本立てという編成。番組初期の頃には前・後半で話の内容も分けられていることが多かったが、長編連作となった超人オリンピック編以降もこの編成は変わらなかった。
- 各話Aパートの冒頭では、中野さんが前回のあらすじを解説していた。
- 第107話よりさらにサブタイトルとして「Part2・決戦!ピラミッドリング」のクレジットが追加されている。

| 話数                     | 放送日        | サブタイトル                             | 脚本       | （絵コンテ） 演出       | 作画監督   | 美術       |
| 怪獣退治編               | 怪獣退治編    | 怪獣退治編                               | 怪獣退治編 | 怪獣退治編              | 怪獣退治編 | 怪獣退治編 |
| ------------------------ | ------------- | ---------------------------------------- | ---------- | ----------------------- | ---------- | ---------- |
| 第1話                    | 1983年 4月3日 | キン肉星からの使者の巻                   | 山崎晴哉   | 山吉康夫                | 高橋英吉   | 襟立智子   |
| 第1話                    | 1983年 4月3日 | アメリカからきた男の巻                   | 山崎晴哉   | 山吉康夫                | 高橋英吉   | 襟立智子   |
| 第2話                    | 4月10日       | 標的はネッシーの巻                       | 山崎晴哉   | 今沢哲男                | 大鹿日出明 | 襟立智子   |
| 第2話                    | 4月10日       | キン肉星を救え! の巻                     | 山崎晴哉   | 今沢哲男                | 大鹿日出明 | 襟立智子   |
| 第3話                    | 4月17日       | 宇宙怪獣襲来の巻                         | 山崎晴哉   | 川田武範                | 森利夫     | 襟立智子   |
| 第3話                    | 4月17日       | キン肉マン大ハッスルの巻                 | 山崎晴哉   | 川田武範                | 森利夫     | 襟立智子   |
| 第4話                    | 4月24日       | 翔（と）んでるナツコの巻                 | 山崎晴哉   | 生頼昭憲                | 篠田章     | 襟立智子   |
| 第4話                    | 4月24日       | アルバイトはつらいよの巻                 | 山崎晴哉   | 生頼昭憲                | 敷島博英   | 襟立智子   |
| 第5話                    | 5月1日        | キン骨マンと骨肉の争いの巻               | 山崎晴哉   | 川田武範                | 森利夫     | 襟立智子   |
| 第5話                    | 5月1日        | キン肉マン失恋の巻                       | 山崎晴哉   | 川田武範                | 森利夫     | 襟立智子   |
| 第6話                    | 5月8日        | モテモテ!? キン肉マンの巻                | 山崎晴哉   | （久茂すずめ） 吉沢孝男 | 竹内大三   | 伊藤英治   |
| 第6話                    | 5月8日        | 日本代表になりたいの巻                   | 山崎晴哉   | （久茂すずめ） 吉沢孝男 | 竹内大三   | 伊藤英治   |
| 第20回超人オリンピック編 |               |                                          |            |                         |            |            |
| 第7話                    | 5月15日       | ヒーローオリンピックの巻                 | 山崎晴哉   | 山吉康夫                | 高橋英吉   | 襟立智子   |
| 第7話                    | 5月15日       | キン骨マンのワナの巻                     | 山崎晴哉   | 山吉康夫                | 高橋英吉   | 襟立智子   |
| 第8話                    | 5月22日       | 宇宙マラソンの巻                         | 山崎晴哉   | 生頼昭憲                | 篠田章     | 襟立智子   |
| 第8話                    | 5月22日       | 決戦! バトルロイヤルの巻                 | 山崎晴哉   | 生頼昭憲                | 敷島博英   | 襟立智子   |
| 第9話                    | 5月29日       | ナツコ・巨人になるの巻                   | 山崎晴哉   | 今沢哲男                | 山本福雄   | 襟立智子   |
| 第9話                    | 5月29日       | かくされた秘密の巻                       | 山崎晴哉   | 今沢哲男                | 山本福雄   | 襟立智子   |
| 第10話                   | 6月5日        | ゴング! 決勝トーナメントの巻             | 山崎晴哉   | 川田武範                | 森利夫     | 伊藤英治   |
| 第10話                   | 6月5日        | 危うし! テリーマンの巻                   | 山崎晴哉   | 川田武範                | 森利夫     | 伊藤英治   |
| 第11話                   | 6月12日       | 大逆転! の巻                             | 山崎晴哉   | 生頼昭憲                | 大鹿日出明 | 伊藤英治   |
| 第11話                   | 6月12日       | 氷上デスマッチの巻                       | 山崎晴哉   | 生頼昭憲                | 大鹿日出明 | 伊藤英治   |
| 第12話                   | 6月19日       | 死のキャメルクラッチの巻                 | 山崎晴哉   | （久茂すずめ） 吉沢孝男 | 塚本哲哉   | 襟立智子   |
| 第12話                   | 6月19日       | 見よ! この西部魂の巻                     | 山崎晴哉   | （久茂すずめ） 吉沢孝男 | 塚本哲哉   | 襟立智子   |
| 第13話                   | 6月26日       | テリーマン悪魔に変身の巻                 | 山崎晴哉   | （久茂すずめ） 矢部秋則 | 森利夫     | 襟立智子   |
| 第13話                   | 6月26日       | 必殺! ボストンクラブの巻                 | 山崎晴哉   | （久茂すずめ） 矢部秋則 | 森利夫     | 襟立智子   |
| 第14話                   | 7月3日        | ザンギャク星人現る! の巻                 | 山崎晴哉   | 山吉康夫                | 高橋英吉   | 襟立智子   |
| 第14話                   | 7月3日        | キン肉マン・決勝進出の巻                 | 山崎晴哉   | 山吉康夫                | 高橋英吉   | 襟立智子   |
| 第15話                   | 7月10日       | 雪山秘密特訓の巻                         | 山崎晴哉   | 生頼昭憲                | 篠田章     | 池田祐二   |
| 第15話                   | 7月10日       | ラーメンマン大暴れの巻                   | 山崎晴哉   | 生頼昭憲                | 敷島博英   | 池田祐二   |
| 第16話                   | 7月17日       | 行くぞ! 戦闘スタイルの巻                 | 山崎晴哉   | 今沢哲男                | 山本福雄   | 襟立智子   |
| 第16話                   | 7月17日       | 出た! 人間ロケットの巻                   | 山崎晴哉   | 今沢哲男                | 山本福雄   | 襟立智子   |
| 第17話                   | 7月24日       | 恐怖! ロビン必殺技の巻                   | 山崎晴哉   | 川田武範                | 森利夫     | 襟立智子   |
| 第17話                   | 7月24日       | 死のコースの巻                           | 山崎晴哉   | 川田武範                | 森利夫     | 襟立智子   |
| 第18話                   | 7月31日       | 戦慄の背骨折りの巻                       | 山崎晴哉   | 生頼昭憲                | 大鹿日出明 | 下川忠海   |
| 第18話                   | 7月31日       | キン肉マン逆転なるか? の巻               | 山崎晴哉   | 生頼昭憲                | 大鹿日出明 | 下川忠海   |
| 世界遠征編               |               |                                          |            |                         |            |            |
| 第19話                   | 8月7日        | 世界へ翔（はば）たくキン肉マンの巻       | 山崎晴哉   | （久茂すずめ） 吉沢孝男 | 塚本哲哉   | 襟立智子   |
| 第19話                   | 8月7日        | ハワイ! カメハメの謎の巻                 | 山崎晴哉   | （久茂すずめ） 吉沢孝男 | 塚本哲哉   | 襟立智子   |
| 第20話                   | 8月14日       | 7秒フォール! の巻                        | 山崎晴哉   | 山吉康夫                | 高橋英吉   | 襟立智子   |
| 第20話                   | 8月14日       | ノーロープデスマッチの巻                 | 山崎晴哉   | 山吉康夫                | 高橋英吉   | 襟立智子   |
| 第21話                   | 8月28日       | ファイト一発キン肉マンの巻               | 山崎晴哉   | 生頼昭憲                | 篠田章     | 襟立智子   |
| 第21話                   | 8月28日       | 殺人技・風林火山の巻                     | 山崎晴哉   | 生頼昭憲                | 篠田章     | 襟立智子   |
| 第22話                   | 9月4日        | 超人同盟を倒せ! の巻                     | 山崎晴哉   | 川田武範                | 森利夫     | 襟立智子   |
| 第22話                   | 9月4日        | 危うしスグルの巻                         | 山崎晴哉   | 川田武範                | 森利夫     | 襟立智子   |
| 第23話                   | 9月11日       | 恐怖のマジシャン登場の巻                 | 山崎晴哉   | 今沢哲男                | 山本福雄   | 襟立智子   |
| 第23話                   | 9月11日       | 4番目の殺人技の巻                        | 山崎晴哉   | 今沢哲男                | 山本福雄   | 襟立智子   |
| 第24話                   | 9月18日       | テンドーン対キン肉マンの巻               | 山崎晴哉   | （生頼昭憲） 川田武範   | 高橋英吉   | 襟立智子   |
| 第24話                   | 9月18日       | スカルボーズの秘密の巻                   | 山崎晴哉   | （生頼昭憲） 川田武範   | 高橋英吉   | 襟立智子   |
| 第25話                   | 9月25日       | ロビンマスク再登場の巻                   | 山崎晴哉   | （久茂すずめ） 吉沢孝男 | 篠田章     | 襟立智子   |
| 第25話                   | 9月25日       | 決闘! アマゾン大渓谷の巻                 | 山崎晴哉   | （久茂すずめ） 吉沢孝男 | 篠田章     | 襟立智子   |
| 第26話                   | 10月2日       | 地獄の空中デスマッチの巻                 | 山崎晴哉   | 川田武範                | 森利夫     | 伊藤雅人   |
| 第26話                   | 10月2日       | ロビンマスクの最後の巻                   | 山崎晴哉   | 川田武範                | 森利夫     | 伊藤雅人   |
| 第21回超人オリンピック編 |               |                                          |            |                         |            |            |
| 第27話                   | 10月9日       | 再び超人オリンピックの巻                 | 山崎晴哉   | 生頼昭憲                | 篠田章     | 襟立智子   |
| 第27話                   | 10月9日       | 怪力リキシマン登場の巻                   | 山崎晴哉   | 生頼昭憲                | 篠田章     | 襟立智子   |
| 第28話                   | 10月16日      | 超人ふるい落としの巻                     | 寺田憲史   | 山吉康夫                | 高橋英吉   | 襟立智子   |
| 第28話                   | 10月16日      | ガソリンプールに挑戦の巻                 | 寺田憲史   | 山吉康夫                | 高橋英吉   | 襟立智子   |
| 第29話                   | 10月23日      | キン肉版・愛と青春の巻                   | 山崎晴哉   | （今沢哲男） 生頼昭憲   | 山本福雄   | 襟立智子   |
| 第29話                   | 10月23日      | 新幹線をケッとばせの巻                   | 山崎晴哉   | （今沢哲男） 生頼昭憲   | 山本福雄   | 襟立智子   |
| 第30話                   | 10月30日      | 最終予選・超人落としの谷の巻             | 山崎晴哉   | （久茂すずめ） 矢部秋則 | 塚本哲哉   | 伊藤雅人   |
| 第30話                   | 10月30日      | 死のローラーゲームの巻                   | 山崎晴哉   | （久茂すずめ） 矢部秋則 | 塚本哲哉   | 伊藤雅人   |
| 第31話                   | 11月6日       | ゴール前の死闘の巻                       | 山崎晴哉   | 川田武範                | 高橋英吉   | 襟立智子   |
| 第31話                   | 11月6日       | 超人はパチンコ玉の巻                     | 山崎晴哉   | 川田武範                | 高橋英吉   | 襟立智子   |
| 第32話                   | 11月13日      | ウォーズマン・鉄のツメの巻               | 山崎晴哉   | 生頼昭憲                | 篠田章     | 襟立智子   |
| 第32話                   | 11月13日      | 見たか! ロウ固め殺法の巻                 | 山崎晴哉   | 生頼昭憲                | 篠田章     | 襟立智子   |
| 第33話                   | 11月20日      | ブロッケンJr.の挑戦の巻                  | 山崎晴哉   | 山吉康夫                | 森利夫     | 伊藤雅人   |
| 第33話                   | 11月20日      | 出た! キン肉マン必殺技の巻               | 山崎晴哉   | 山吉康夫                | 森利夫     | 伊藤雅人   |
| 第34話                   | 11月27日      | コンクリートデスマッチの巻               | 山崎晴哉   | 生頼昭憲                | 山本福雄   | 襟立智子   |
| 第34話                   | 11月27日      | ブロッケンJr.猛攻の巻                    | 山崎晴哉   | 生頼昭憲                | 山本福雄   | 襟立智子   |
| 第35話                   | 12月4日       | 秘技・万里の長城の巻                     | 山崎晴哉   | 川田武範                | 森利夫     | 襟立智子   |
| 第35話                   | 12月4日       | 米ソ超人激突! の巻                       | 山崎晴哉   | 川田武範                | 森利夫     | 襟立智子   |
| 第36話                   | 12月11日      | ベンキーマンの罠の巻                     | 山崎晴哉   | 白土武                  | 白土武     | 襟立智子   |
| 第36話                   | 12月11日      | ラーメンマンは真の超人の巻               | 山崎晴哉   | 白土武                  | 白土武     | 襟立智子   |
| 第37話                   | 12月18日      | スモウ超人リキシマンの巻                 | 山崎晴哉   | （久茂すずめ） 矢部秋則 | 塚本哲哉   | 襟立智子   |
| 第37話                   | 12月18日      | 土俵際にかけろ! の巻                     | 山崎晴哉   | （久茂すずめ） 矢部秋則 | 塚本哲哉   | 襟立智子   |
| 第38話                   | 12月25日      | 棺桶デスマッチの巻                       | 山崎晴哉   | 川田武範                | 高橋英吉   | 伊藤雅人   |
| 第38話                   | 12月25日      | 戦う機械超人の巻                         | 山崎晴哉   | 川田武範                | 高橋英吉   | 伊藤雅人   |
| 第39話                   | 1984年 1月8日 | 死のベアークローの巻                     | 寺田憲史   | 生頼昭憲                | 篠田章     | 襟立智子   |
| 第39話                   | 1984年 1月8日 | スクランブル・ソフト返しの巻             | 寺田憲史   | 生頼昭憲                | 篠田章     | 襟立智子   |
| 第40話                   | 1月15日       | 覆面はぎデスマッチ! の巻                 | 山崎晴哉   | 山吉康夫                | 森利夫     | 襟立智子   |
| 第40話                   | 1月15日       | ラーメンマンとの誓いの巻                 | 山崎晴哉   | 山吉康夫                | 森利夫     | 襟立智子   |
| 第41話                   | 1月22日       | パロ・スペシャルを破れの巻               | 寺田憲史   | （久茂すずめ） 矢部秋則 | 篠田章     | 伊藤雅人   |
| 第41話                   | 1月22日       | 出た! キン肉バスターの巻                 | 寺田憲史   | （久茂すずめ） 矢部秋則 | 篠田章     | 伊藤雅人   |
| 第42話                   | 1月29日       | 決戦の日きたる! の巻                     | 山崎晴哉   | 白土武                  | 白土武     | 襟立智子   |
| 第42話                   | 1月29日       | バラクーダの正体は!? の巻                | 山崎晴哉   | 白土武                  | 白土武     | 襟立智子   |
| 第43話                   | 2月5日        | 恐怖! コンピュータ超人の巻               | 寺田憲史   | 川田武範                | 高橋英吉   | 襟立智子   |
| 第43話                   | 2月5日        | 引き裂かれたマスクの巻                   | 寺田憲史   | 川田武範                | 高橋英吉   | 襟立智子   |
| 第44話                   | 2月12日       | 極意・キン肉ガードの巻                   | 山崎晴哉   | 生頼昭憲                | 篠田章     | 襟立智子   |
| 第44話                   | 2月12日       | 最大のピンチ! の巻                       | 山崎晴哉   | 生頼昭憲                | 篠田章     | 襟立智子   |
| 第45話                   | 2月19日       | ロビンマスクの復讐の巻                   | 山崎晴哉   | 山吉康夫                | 高橋英吉   | 伊藤雅人   |
| 第45話                   | 2月19日       | 火事場のクソ力! の巻                     | 山崎晴哉   | 山吉康夫                | 高橋英吉   | 伊藤雅人   |
| 第46話                   | 2月26日       | 死闘90分! 一本勝負の巻                   | 山崎晴哉   | （川田武範） 矢部秋則   | 高橋昇     | 襟立智子   |
| 第46話                   | 2月26日       | ギブアップ!? キン肉マンの巻              | 山崎晴哉   | （川田武範） 矢部秋則   | 高橋昇     | 襟立智子   |
| 第47話                   | 3月4日        | 奇跡を呼ぶ炎の魂!! の巻                  | 山崎晴哉   | 川田武範                | 高橋英吉   | 襟立智子   |
| 第47話                   | 3月4日        | 史上初! V2の巻                           | 山崎晴哉   | 川田武範                | 高橋英吉   | 襟立智子   |
| 7人の悪魔超人編          |               |                                          |            |                         |            |            |
| 第48話                   | 3月11日       | 出現!! 七人の悪魔超人の巻                | 寺田憲史   | 白土武                  | 白土武     | 伊藤雅人   |
| 第48話                   | 3月11日       | バラバラにされたミートの巻               | 寺田憲史   | 白土武                  | 白土武     | 伊藤雅人   |
| 第49話                   | 3月18日       | 悪魔超人シリーズ始まるの巻               | 山崎晴哉   | （山吉康夫） 矢部秋則   | 野村美奈   | 北村慎一郎 |
| 第49話                   | 3月18日       | 地獄のステカセキングの巻                 | 山崎晴哉   | （山吉康夫） 矢部秋則   | 野村美奈   | 北村慎一郎 |
| 第50話                   | 3月25日       | 悪魔のシンフォニーの巻                   | 寺田憲史   | 生頼昭憲                | 松本周平   | 東雅之     |
| 第50話                   | 3月25日       | 秘技! 三分殺しの巻                       | 寺田憲史   | 生頼昭憲                | 松本周平   | 東雅之     |
| 第51話                   | 4月1日        | 悪魔超人ブラックホールの巻               | 山崎晴哉   | 生頼昭憲                | 塚本哲哉   | 井出智子   |
| 第51話                   | 4月1日        | 戦慄の四次元レスリングの巻               | 山崎晴哉   | 生頼昭憲                | 塚本哲哉   | 井出智子   |
| 第52話                   | 4月8日        | 影の殺し屋! 分身技の巻                   | 山崎晴哉   | 川田武範                | 高橋英吉   | 伊藤英治   |
| 第52話                   | 4月8日        | 生か死か!? 暗黒の落し穴の巻              | 山崎晴哉   | 川田武範                | 高橋英吉   | 伊藤英治   |
| 第53話                   | 4月15日       | やった!! イエローホールの巻              | 山崎晴哉   | （山吉康夫） 矢部秋則   | 森利夫     | 伊藤雅人   |
| 第53話                   | 4月15日       | 私は永遠に不滅です!! の巻                | 山崎晴哉   | （山吉康夫） 矢部秋則   | 森利夫     | 伊藤雅人   |
| 第54話                   | 4月22日       | アイドル超人対悪魔超人の巻               | 山崎晴哉   | 白土武                  | 白土武     | 襟立智子   |
| 第54話                   | 4月22日       | 総攻撃!! 悪魔超人の巻                    | 山崎晴哉   | 白土武                  | 白土武     | 襟立智子   |
| 第55話                   | 4月29日       | 恐怖のデビルトムボーイの巻               | 寺田憲史   | （森下孝三） 浅田裕二   | 野村美奈   | 襟立智子   |
| 第55話                   | 4月29日       | 水中大決戦の巻                           | 寺田憲史   | （森下孝三） 浅田裕二   | 野村美奈   | 襟立智子   |
| 第56話                   | 5月6日        | 必殺技!! キバ地獄の巻                    | 山崎晴哉   | 生頼昭憲                | 篠田章     | 襟立智子   |
| 第56話                   | 5月6日        | 恐怖!! ミイラパッケージの巻              | 山崎晴哉   | 生頼昭憲                | 篠田章     | 襟立智子   |
| 第57話                   | 5月13日       | 謎の超人の正体は!? の巻                  | 山崎晴哉   | 川田武範                | 高橋英吉   | 伊藤雅人   |
| 第57話                   | 5月13日       | 伝家の宝刀・ベアクローの巻               | 山崎晴哉   | 川田武範                | 高橋英吉   | 伊藤雅人   |
| 第58話                   | 5月20日       | 甦った人間の心の巻                       | 寺田憲史   | 生頼昭憲                | 高橋昇     | 井出智子   |
| 第58話                   | 5月20日       | ダブルベアクローの巻                     | 寺田憲史   | 生頼昭憲                | 高橋昇     | 井出智子   |
| 第59話                   | 5月27日       | 谷底に落ちたテリーマンの巻               | 山崎晴哉   | 白土武                  | 白土武     | 沢田隆夫   |
| 第59話                   | 5月27日       | 謎の赤い斑点! の巻                       | 山崎晴哉   | 白土武                  | 白土武     | 沢田隆夫   |
| 第60話                   | 6月3日        | 悪魔超人血しばりの巻                     | 山崎晴哉   | 山吉康夫                | 森利夫     | 下川忠海   |
| 第60話                   | 6月3日        | 強烈セントヘレンズ噴火の巻               | 山崎晴哉   | 山吉康夫                | 森利夫     | 下川忠海   |
| 第61話                   | 6月10日       | ミートを救え キン肉マンの巻              | 寺田憲史   | 矢部秋則                | 野村美奈   | 伊藤雅人   |
| 第61話                   | 6月10日       | 謎の超人モンゴルマンの巻                 | 寺田憲史   | 矢部秋則                | 野村美奈   | 伊藤雅人   |
| 第62話                   | 6月17日       | 地獄のシャワーの巻                       | 山崎晴哉   | （生頼昭憲） 山吉康夫   | 高橋英吉   | 下川忠海   |
| 第62話                   | 6月17日       | 全開! 1000万パワーの巻                   | 山崎晴哉   | （生頼昭憲） 山吉康夫   | 高橋英吉   | 下川忠海   |
| 第63話                   | 6月24日       | ロングホーンの秘密の巻                   | 山崎晴哉   | 生頼昭憲                | 篠田章     | 下川忠海   |
| 第63話                   | 6月24日       | 火事場の逆噴射の巻                       | 山崎晴哉   | 生頼昭憲                | 篠田章     | 下川忠海   |
| 第64話                   | 7月1日        | 切り裂かれたリングの巻                   | 寺田憲史   | （川田武範） 城田佳和   | 高橋昇     | 伊藤雅人   |
| 第64話                   | 7月1日        | 出た! 新（ネオ）キン肉バスターの巻       | 寺田憲史   | （川田武範） 城田佳和   | 高橋昇     | 伊藤雅人   |
| 第65話                   | 7月8日        | タイムリミット1秒前!! の巻               | 寺田憲史   | 川田武範                | 野村美奈   | 下川忠海   |
| 第65話                   | 7月8日        | リングは男の友情の巻                     | 寺田憲史   | 川田武範                | 野村美奈   | 下川忠海   |
| 黄金のマスク編           |               |                                          |            |                         |            |            |
| 第66話                   | 10月7日       | 伝説の黄金マスクの巻                     | 山崎晴哉   | （今沢哲男） 川田武範   | 高橋英吉   | 襟立智子   |
| 第66話                   | 10月7日       | 悪魔騎士の挑戦の巻                       | 山崎晴哉   | （今沢哲男） 川田武範   | 高橋英吉   | 襟立智子   |
| 第67話                   | 10月14日      | 怪奇! ワニ地獄の巻                       | 山崎晴哉   | 山吉康夫                | 森利夫     | 襟立智子   |
| 第67話                   | 10月14日      | 脱皮超人スニゲーターの巻                 | 山崎晴哉   | 山吉康夫                | 森利夫     | 襟立智子   |
| 第68話                   | 10月21日      | 凶悪!! エリマキトカゲの巻                | 寺田憲史   | 生頼昭憲                | 清山滋崇   | 伊藤雅人   |
| 第68話                   | 10月21日      | スニゲーターの正体の巻                   | 寺田憲史   | 生頼昭憲                | 清山滋崇   | 伊藤雅人   |
| 第69話                   | 10月28日      | 奇蹟を呼ぶ銀マスクの巻                   | 山崎晴哉   | 白土武                  | 白土武     | 襟立智子   |
| 第69話                   | 10月28日      | 命あげます土俵入りの巻                   | 山崎晴哉   | 白土武                  | 白土武     | 襟立智子   |
| 第70話                   | 11月4日       | 宇宙地獄プラネットマンの巻               | 山崎晴哉   | 川田武範                | 高橋英吉   | 襟立智子   |
| 第70話                   | 11月4日       | 正義超人全滅か?! の巻                    | 山崎晴哉   | 川田武範                | 高橋英吉   | 襟立智子   |
| 第71話                   | 11月11日      | ジェロニモのおたけびの巻                 | 寺田憲史   | 松浦錠平                | 篠田章     | 襟立智子   |
| 第71話                   | 11月11日      | 地獄の底まで追いかけろの巻               | 寺田憲史   | 松浦錠平                | 篠田章     | 襟立智子   |
| 第72話                   | 11月18日      | 死の五重リングの巻                       | 山崎晴哉   | 山吉康夫                | 高橋英吉   | 伊藤雅人   |
| 第72話                   | 11月18日      | 反撃! ジャンクマンの巻                   | 山崎晴哉   | 山吉康夫                | 高橋英吉   | 伊藤雅人   |
| 第73話                   | 11月25日      | 見たか! このロビン戦法の巻               | 山崎晴哉   | （生頼昭憲） 城田佳和   | 森利夫     | 襟立智子   |
| 第73話                   | 11月25日      | ザ・ニンジャくも糸縛りの巻               | 山崎晴哉   | （生頼昭憲） 城田佳和   | 森利夫     | 襟立智子   |
| 第74話                   | 12月2日       | 出た! ベルリンの赤い雨の巻               | 寺田憲史   | 生頼昭憲                | 清山滋崇   | 襟立智子   |
| 第74話                   | 12月2日       | 地獄技アシュラバスターの巻               | 寺田憲史   | 生頼昭憲                | 清山滋崇   | 襟立智子   |
| 第75話                   | 12月9日       | 奪われた両腕の巻                         | 山崎晴哉   | 白土武                  | 白土武     | 襟立智子   |
| 第75話                   | 12月9日       | 危うし! ウォーズマンの巻                 | 山崎晴哉   | 白土武                  | 白土武     | 襟立智子   |
| 第76話                   | 12月16日      | 死を覚悟したテリーマンの巻               | 山崎晴哉   | 川田武範                | 高橋英吉   | 伊藤雅人   |
| 第76話                   | 12月16日      | 猛攻! ジェロニモの巻                     | 山崎晴哉   | 川田武範                | 高橋英吉   | 伊藤雅人   |
| 第77話                   | 12月23日      | 殺人技地獄のピラミッドの巻               | 寺田憲史   | 松浦錠平                | 篠田章     | 襟立智子   |
| 第77話                   | 12月23日      | 不死身の超人魂の巻                       | 寺田憲史   | 松浦錠平                | 篠田章     | 襟立智子   |
| 第78話                   | 12月30日      | 黄金マスクのナゾの巻                     | 山崎晴哉   | 山吉康夫                | 高橋英吉   | 下川忠海   |
| 第78話                   | 12月30日      | 悪魔将軍登場の巻                         | 山崎晴哉   | 山吉康夫                | 高橋英吉   | 下川忠海   |
| 第79話                   | 1985年 1月6日 | 炸裂! 地獄の断頭台の巻                   | 山崎晴哉   | 浅田裕二                | 森利夫     | 下川忠海   |
| 第79話                   | 1985年 1月6日 | 復活! バッファローマンの巻               | 山崎晴哉   | 浅田裕二                | 森利夫     | 下川忠海   |
| 第80話                   | 1月13日       | 嵐を呼ぶクモの巣地獄の巻                 | 寺田憲史   | 白土武                  | 白土武     | 襟立智子   |
| 第80話                   | 1月13日       | 破れたり! キン肉バスターの巻             | 寺田憲史   | 白土武                  | 白土武     | 襟立智子   |
| 第81話                   | 1月20日       | アシュラバスターを破れの巻               | 寺田憲史   | 山吉康夫                | 高橋英吉   | 伊藤雅人   |
| 第81話                   | 1月20日       | バッファローマン反逆! の巻               | 寺田憲史   | 山吉康夫                | 高橋英吉   | 伊藤雅人   |
| 第82話                   | 1月27日       | 猛特訓! 新必殺技!! の巻                  | 山崎晴哉   | 松浦錠平                | 篠田章     | 襟立智子   |
| 第82話                   | 1月27日       | 直撃! スカルクラッシュの巻               | 山崎晴哉   | 松浦錠平                | 篠田章     | 襟立智子   |
| 第83話                   | 2月3日        | 悪魔将軍は軟体超人の巻                   | 山崎晴哉   | 生頼昭憲                | 清山滋崇   | 襟立智子   |
| 第83話                   | 2月3日        | ネオキン肉バスター炸裂の巻               | 山崎晴哉   | 生頼昭憲                | 清山滋崇   | 襟立智子   |
| 第84話                   | 2月10日       | 炸裂ダイアモンドパワーの巻               | 寺田憲史   | 川田武範                | 高橋英吉   | 襟立智子   |
| 第84話                   | 2月10日       | 火事場のメガトンパンチの巻               | 寺田憲史   | 川田武範                | 高橋英吉   | 襟立智子   |
| 第85話                   | 2月17日       | 生き残りデスマッチの巻                   | 山崎晴哉   | 矢部秋則                | 森利夫     | 伊藤雅人   |
| 第85話                   | 2月17日       | 委員長の友情の巻                         | 山崎晴哉   | 矢部秋則                | 森利夫     | 伊藤雅人   |
| 第86話                   | 2月24日       | キン肉マンVS悪魔将軍の巻                 | 寺田憲史   | 川田武範                | 高橋英吉   | 下川忠海   |
| 第86話                   | 2月24日       | 正義と友情の勝利の巻                     | 寺田憲史   | 川田武範                | 高橋英吉   | 下川忠海   |
| 夢の超人タッグ編         |               |                                          |            |                         |            |            |
| 第87話                   | 4月7日        | 夢のタッグトーナメントの巻               | 山崎晴哉   | 川田武範                | 高橋英吉   | 襟立智子   |
| 第87話                   | 4月7日        | 挑戦! 三つの関門の巻                     | 山崎晴哉   | 川田武範                | 高橋英吉   | 襟立智子   |
| 第88話                   | 4月14日       | キン肉マングレート登場の巻               | 山崎晴哉   | 山寺昭夫                | 清水明     | 伊藤雅人   |
| 第88話                   | 4月14日       | 大暴れ! 地獄のコンビの巻                 | 山崎晴哉   | 山寺昭夫                | 清水明     | 伊藤雅人   |
| 第89話                   | 4月21日       | 恐るべし四次元のワナの巻                 | 寺田憲史   | 松浦錠平                | 篠田章     | 襟立智子   |
| 第89話                   | 4月21日       | 危うし! キン肉マングレートの巻           | 寺田憲史   | 松浦錠平                | 篠田章     | 襟立智子   |
| 第90話                   | 4月28日       | 驚異マッスルドッキングの巻               | 山崎晴哉   | 山吉康夫                | 高橋英吉   | 佐貫利勝   |
| 第90話                   | 4月28日       | 戦慄！完璧超人の巻                       | 山崎晴哉   | 山吉康夫                | 高橋英吉   | 佐貫利勝   |
| 第91話                   | 5月5日        | 血を吹く地獄のネジ廻しの巻               | 山崎晴哉   | 生頼昭憲                | 松本朋之   | 襟立智子   |
| 第91話                   | 5月5日        | 首領（ドン）出現! の巻                   | 山崎晴哉   | 生頼昭憲                | 松本朋之   | 襟立智子   |
| 第92話                   | 5月12日       | ビッグ・ザ・武道の正体の巻               | 寺田憲史   | 川田武範                | 森利夫     | 佐貫利勝   |
| 第92話                   | 5月12日       | 荒技! ロビンスペシャルの巻               | 寺田憲史   | 川田武範                | 森利夫     | 佐貫利勝   |
| 第93話                   | 5月19日       | はがされたマスクの巻                     | 山崎晴哉   | （松浦錠平） 浅田裕二   | 高橋英吉   | 襟立智子   |
| 第93話                   | 5月19日       | 逆襲! ロビンマスクの巻                   | 山崎晴哉   | （松浦錠平） 浅田裕二   | 高橋英吉   | 襟立智子   |
| 第94話                   | 5月26日       | ニュー・テリーマン誕生の巻               | 山崎晴哉   | 松浦錠平                | 篠田章     | 伊藤雅人   |
| 第94話                   | 5月26日       | 食らえ! 竜巻地獄の巻                     | 山崎晴哉   | 松浦錠平                | 篠田章     | 伊藤雅人   |
| 第95話                   | 6月2日        | 呪いのローラー作戦の巻                   | 寺田憲史   | （生頼昭憲） 山寺昭夫   | 清水明     | 襟立智子   |
| 第95話                   | 6月2日        | 地獄の砂団子の巻                         | 寺田憲史   | （生頼昭憲） 山寺昭夫   | 清水明     | 襟立智子   |
| 第96話                   | 6月9日        | テリーマン甦るの巻                       | 寺田憲史   | 川田武範                | 高橋英吉   | 佐貫利勝   |
| 第96話                   | 6月9日        | 血に飢えた悪魔コンビの巻                 | 寺田憲史   | 川田武範                | 高橋英吉   | 佐貫利勝   |
| 第97話                   | 6月16日       | 地獄のクロスライン炸裂の巻               | 寺田憲史   | 生頼昭憲                | 松本朋之   | 田中資幸   |
| 第97話                   | 6月16日       | キン肉マングレートの正体の巻             | 寺田憲史   | 生頼昭憲                | 松本朋之   | 田中資幸   |
| 第98話                   | 6月23日       | 準決勝始まる! の巻                       | 山崎晴哉   | 浅田裕二                | 高橋英吉   | 井出智子   |
| 第98話                   | 6月23日       | ランバージャックデスマッチの巻           | 山崎晴哉   | 浅田裕二                | 高橋英吉   | 井出智子   |
| 第99話                   | 6月30日       | 苦悩のテリーマンの巻                     | 寺田憲史   | 松浦錠平                | 篠田章     | 伊藤雅人   |
| 第99話                   | 6月30日       | キン肉マングレート復活の巻               | 寺田憲史   | 松浦錠平                | 篠田章     | 伊藤雅人   |
| 第100話                  | 7月7日        | サンシャインマグナムの巻                 | 寺田憲史   | 川田武範                | 森利夫     | 佐貫利勝   |
| 第100話                  | 7月7日        | 極意! タヌキ寝入り殺法の巻               | 寺田憲史   | 川田武範                | 森利夫     | 佐貫利勝   |
| 第101話                  | 7月14日       | 魔界のプリンスの巻                       | 山崎晴哉   | 生頼昭憲                | 松本朋之   | 佐貫利勝   |
| 第101話                  | 7月14日       | 恐怖のアシュラ火玉弾（かぎょくだん）の巻 | 山崎晴哉   | 生頼昭憲                | 松本朋之   | 佐貫利勝   |
| 第102話                  | 7月21日       | 破れたり呪いのローラーの巻               | 山崎晴哉   | 川田武範                | 高橋英吉   | 井出智子   |
| 第102話                  | 7月21日       | 悪魔将軍よみがえる!? の巻                | 山崎晴哉   | 川田武範                | 高橋英吉   | 井出智子   |
| 第103話                  | 7月28日       | 燃えあがる悪魔霊術の巻                   | 寺田憲史   | （生頼昭憲） 山寺昭夫   | 清水明     | 井出智子   |
| 第103話                  | 7月28日       | アシュラマン泣く!の巻                    | 寺田憲史   | （生頼昭憲） 山寺昭夫   | 清水明     | 井出智子   |
| 第104話                  | 8月4日        | 友情のコンビネーションの巻               | 山崎晴哉   | 山吉康夫                | 高橋英吉   | 佐貫利勝   |
| 第104話                  | 8月4日        | サンシャインの最後の巻                   | 山崎晴哉   | 山吉康夫                | 高橋英吉   | 佐貫利勝   |
| 第105話                  | 8月11日       | 残酷! 鉄条網マッチの巻                   | 山崎晴哉   | 松浦錠平                | 篠田章     | 井出智子   |
| 第105話                  | 8月11日       | 危うし! モンゴルマンの巻                 | 山崎晴哉   | 松浦錠平                | 篠田章     | 井出智子   |
| 第106話                  | 8月18日       | 甦ったロングホーンの巻                   | 寺田憲史   | 生頼昭憲                | 松本朋之   | 伊藤雅人   |
| 第106話                  | 8月18日       | 崩壊! マウンテンリングの巻               | 寺田憲史   | 生頼昭憲                | 松本朋之   | 伊藤雅人   |
| 第107話                  | 10月6日       | ピラミッドリング出現! の巻               | 山崎晴哉   | 山吉康夫                | 高橋英吉   | 襟立智子   |
| 第107話                  | 10月6日       | 北海道空中に飛び出す! の巻               | 山崎晴哉   | 山吉康夫                | 高橋英吉   | 襟立智子   |
| 第108話                  | 10月13日      | ピラミッドリングの謎の巻                 | 山崎晴哉   | 生頼昭憲                | 篠田章     | 襟立智子   |
| 第108話                  | 10月13日      | 必殺! サンダーサーベルの巻               | 山崎晴哉   | 生頼昭憲                | 篠田章     | 襟立智子   |
| 第109話                  | 10月20日      | バッファローマンの友情の巻               | 寺田憲史   | 山寺昭夫                | 清水明     | 伊藤雅人   |
| 第109話                  | 10月20日      | 磁気嵐クロスボンバーの巻                 | 寺田憲史   | 山寺昭夫                | 清水明     | 伊藤雅人   |
| 第110話                  | 10月27日      | ラーメンマンは死なず! の巻               | 山崎晴哉   | 川田武範                | 高橋英吉   | 井出智子   |
| 第110話                  | 10月27日      | 奪われたキン肉マンの腕の巻               | 山崎晴哉   | 川田武範                | 高橋英吉   | 井出智子   |
| 第111話                  | 11月3日       | 友情のロングホーンの巻                   | 寺田憲史   | 松浦錠平                | 篠田章     | 佐貫利勝   |
| 第111話                  | 11月3日       | 決勝! ソードデスマッチの巻               | 寺田憲史   | 松浦錠平                | 篠田章     | 佐貫利勝   |
| 第112話                  | 11月10日      | 無制限三本勝負の巻                       | 寺田憲史   | 生頼昭憲                | 松本朋之   | 佐貫利勝   |
| 第112話                  | 11月10日      | 火事場の頭脳プレーの巻                   | 寺田憲史   | 生頼昭憲                | 松本朋之   | 佐貫利勝   |
| 第113話                  | 11月17日      | マスク狩り・残り30秒の巻                 | 山崎晴哉   | 山吉康夫                | 高橋英吉   | 伊藤雅人   |
| 第113話                  | 11月17日      | 炸裂! 磁気クラッシュの巻                 | 山崎晴哉   | 山吉康夫                | 高橋英吉   | 伊藤雅人   |
| 第114話                  | 11月24日      | 初の敗北! の巻                           | 寺田憲史   | 山寺昭夫                | 清水明     | 佐貫利勝   |
| 第114話                  | 11月24日      | アシュラマンの友情の巻                   | 寺田憲史   | 山寺昭夫                | 清水明     | 佐貫利勝   |
| 第115話                  | 12月1日       | 復活! ザ・マシンガンズの巻               | 寺田憲史   | 生頼昭憲                | 篠田章     | 吉田智子   |
| 第115話                  | 12月1日       | マスク・ジ・エンドの巻                   | 寺田憲史   | 生頼昭憲                | 篠田章     | 吉田智子   |
| 第116話                  | 12月8日       | 見た! キン肉マンの素顔の巻               | 山崎晴哉   | 浅田裕二                | 高橋英吉   | 佐貫利勝   |
| 第116話                  | 12月8日       | ネプチューンキング出現の巻               | 山崎晴哉   | 浅田裕二                | 高橋英吉   | 佐貫利勝   |
| 第117話                  | 12月15日      | くし刺し! テリーマンの巻                 | 山崎晴哉   | 生頼昭憲                | 松本朋之   | 伊藤雅人   |
| 第117話                  | 12月15日      | 奇跡を呼ぶ友情パワーの巻                 | 山崎晴哉   | 生頼昭憲                | 松本朋之   | 伊藤雅人   |
| 第118話                  | 12月22日      | 火事場の段違い平行棒の巻                 | 寺田憲史   | 松浦錠平                | 篠田章     | 佐貫利勝   |
| 第118話                  | 12月22日      | アポロンウィンドウの謎の巻               | 寺田憲史   | 松浦錠平                | 篠田章     | 佐貫利勝   |
| 第119話                  | 12月29日      | 前方後円墳に鍵をかけろの巻               | 山崎晴哉   | 山吉康夫                | 高橋英吉   | 佐貫利勝   |
| 第119話                  | 12月29日      | 光り輝くトロフィー! の巻                 | 山崎晴哉   | 山吉康夫                | 高橋英吉   | 佐貫利勝   |
| ザ・サイコー超人の挑戦編 |               |                                          |            |                         |            |            |
| 第120話                  | 1986年 1月5日 | プリンスキン肉丸・転覆の巻               | 山崎晴哉   | 山吉康夫                | 高橋英吉   | 井出智子   |
| 第120話                  | 1986年 1月5日 | ザ・サイコー超人軍団出現の巻             | 山崎晴哉   | 山吉康夫                | 高橋英吉   | 井出智子   |
| 第121話                  | 1月12日       | 軍師ヤマカーン登場の巻                   | 山崎晴哉   | 山寺昭夫                | 清水明     | 佐貫利勝   |
| 第121話                  | 1月12日       | 変身超人カレイヤスの巻                   | 山崎晴哉   | 山寺昭夫                | 清水明     | 佐貫利勝   |
| 第122話                  | 1月19日       | 溶かされたキン肉マンの巻                 | 山崎晴哉   | 生頼昭憲                | 松本朋之   | 井出智子   |
| 第122話                  | 1月19日       | 大乱戦! マリはどこに?の巻                | 山崎晴哉   | 生頼昭憲                | 松本朋之   | 井出智子   |
| 第123話                  | 1月26日       | 出た! サイコージョーズの巻               | 山崎晴哉   | 松浦錠平                | 篠田章     | 襟立智子   |
| 第123話                  | 1月26日       | ヤマカーンとの一騎打ちの巻               | 山崎晴哉   | 松浦錠平                | 篠田章     | 襟立智子   |
| 第124話                  | 2月2日        | 最強! サイコーワープの巻                 | 山崎晴哉   | 山吉康夫                | 高橋英吉   | 井出智子   |
| 第124話                  | 2月2日        | 正義超人よ・永遠なれ! の巻               | 山崎晴哉   | 山吉康夫                | 高橋英吉   | 壇久美子   |
| 地獄の極悪超人編         |               |                                          |            |                         |            |            |
| 第125話                  | 4月22日       | 2人のキン肉マン あれっ!? の巻            | 山崎晴哉   | 山吉康夫                | 高橋英吉   | 襟立智子   |
| 第125話                  | 4月22日       | 守れ! 正義の剣の巻                       | 山崎晴哉   | 山吉康夫                | 高橋英吉   | 襟立智子   |
| 第126話                  | 4月29日       | 棺桶配達人ダーティバロンの巻             | 山崎晴哉   | 浅田裕二                | 篠田章     | 襟立智子   |
| 第126話                  | 4月29日       | 火花散る地獄のリングの巻                 | 山崎晴哉   | 浅田裕二                | 篠田章     | 襟立智子   |
| 第127話                  | 5月20日       | 休火山大爆発!? の巻                      | 山崎晴哉   | 川田武範                | 高橋英吉   | 伊藤雅人   |
| 第127話                  | 5月20日       | 夜霧のワイルドバクトの巻                 | 山崎晴哉   | 川田武範                | 高橋英吉   | 伊藤雅人   |
| 第128話                  | 5月27日       | 極悪!! バクトトランプの巻                | 山崎晴哉   | 浅田裕二                | 篠田章     | 佐貫利勝   |
| 第128話                  | 5月27日       | 生きていたダーティバロンの巻             | 山崎晴哉   | 浅田裕二                | 篠田章     | 佐貫利勝   |
| 第129話                  | 6月17日       | 恐怖の三次元トランプの巻                 | 山崎晴哉   | 山吉康夫                | 森利夫     | 襟立智子   |
| 第129話                  | 6月17日       | ズタボロ!テリーマンの巻                  | 山崎晴哉   | 山吉康夫                | 森利夫     | 襟立智子   |
| 第130話                  | 7月1日        | 衝撃! ニューロングホーンの巻             | 山崎晴哉   | 城田佳和                | 福山映二   | 伊藤雅人   |
| 第130話                  | 7月1日        | 悪魔になったバッファローマンの巻         | 山崎晴哉   | 城田佳和                | 福山映二   | 伊藤雅人   |
| 第131話                  | 7月15日       | ラーメンマンの決意の巻                   | 山崎晴哉   | 川田武範                | 小曽根孝夫 | 襟立智子   |
| 第131話                  | 7月15日       | 必殺技・広州大水車の巻                   | 山崎晴哉   | 川田武範                | 小曽根孝夫 | 襟立智子   |
| 第132話                  | 7月22日       | 串刺し! ラーメンマンの巻                 | 山崎晴哉   | 浅田裕二                | 高橋英吉   | 伊藤雅人   |
| 第132話                  | 7月22日       | 四川・大昇竜! の巻                       | 山崎晴哉   | 浅田裕二                | 高橋英吉   | 襟立智子   |
| 第133話                  | 7月29日       | 不利だっ! 変則タッグマッチの巻           | 山崎晴哉   | 山吉康夫                | 森利夫     | 襟立智子   |
| 第133話                  | 7月29日       | スカイデビルの大怪獣の巻                 | 山崎晴哉   | 山吉康夫                | 森利夫     | 襟立智子   |
| 第134話                  | 9月2日        | 絶体絶命! ロビンマスクの巻               | 山崎晴哉   | 城田佳和                | 福山映二   | 襟立智子   |
| 第134話                  | 9月2日        | 千人咬み殺しのブルドッキーの巻           | 山崎晴哉   | 城田佳和                | 福山映二   | 襟立智子   |
| 第135話                  | 9月16日       | 怒れ! ブロッケンJr.の巻                  | 山崎晴哉   | 川田武範                | 小曽根孝夫 | 伊藤雅人   |
| 第135話                  | 9月16日       | 脅威! 死神の七つ道具の巻                 | 山崎晴哉   | 川田武範                | 小曽根孝夫 | 伊藤雅人   |
| 第136話                  | 9月23日       | 見よ! 世紀の一大決戦の巻                 | 山崎晴哉   | 浅田裕二                | 高橋英吉   | 襟立智子   |
| 第136話                  | 9月23日       | 火事場のクソ力+αの巻                     | 山崎晴哉   | 浅田裕二                | 高橋英吉   | 襟立智子   |
| 第137話                  | 10月1日       | ロングホーン乱れ打ち! の巻               | 山崎晴哉   | 川田武範                | 小曽根孝夫 | 襟立智子   |
| 第137話                  | 10月1日       | 正義の剣はだれの手に!? の巻              | 山崎晴哉   | 川田武範                | 小曽根孝夫 | 襟立智子   |

新作の一時中断による傑作選の編成（いずれも日本テレビ基準）
- 1984年7月15日 - 9月30日（7人の悪魔超人編と黄金のマスク編の中間）
- 1985年3月3日 - 3月31日（黄金のマスク編と夢の超人タッグ編の中間）
- 1985年9月1日 - 9月29日（夢の超人タッグ編を一時中断）
- 1986年2月9日 - 4月15日（ザ・サイコー超人の挑戦編と地獄の極悪超人編の中間）
- 1986年8月5日 - 8月19日（地獄の極悪超人編を一時中断）

### アイキャッチ
各話パートの最後、CMの入りの部分で挿入される。内容は以下の通り。
第1話 - 第65話
キン肉マンが踊りつつ、筋肉をパンプアップさせるが筋肉がずり落ちる。BGMは作中でキン肉マンが歌う牛丼音頭のアレンジ。挿入当初は筋肉がずり落ちた時のSE（効果音）が一切無かった。
第66話 - 第86話
戦闘コスチュームのキン肉マンがファイティングポーズを決める。BGMは当時のエンディングテーマ『キン肉マンボ』フルサイズ版の後奏（最後の1小節はカット）。
第87話 - 第124話
タッグトーナメント時のコスチュームのキン肉マンが500Kgのバーベルを持ち上げるも、少し増量した途端に潰れる。挿入当初はSEが一切無く、メーターの重さは500Kgから510Kgに変化していたが次回から501Kgに変更された。
第125話 - 第137話
スーツ姿のキン肉マンが鶏冠部分にくしを入れる。

### 放送局（第1期）
※放送系列は放送当時、放送日時は個別に出典が提示してあるものを除き1986年8月中旬 - 9月上旬時点（南海放送については1986年1月中旬 - 2月上旬時点）のものとする。
| 放送地域       | 放送局         | 放送日時 | 放送系列                                     | 備考                                                                                  |
| -------------- | -------------- | --- | -------------------------------------------- | ------------------------------------------------------------------------------------- |
| 関東広域圏     | 日本テレビ     | 日曜 10:00 - 10:30（第1話 - 第124話） → 火曜 19:00 - 19:30（第125話 - 第136話） → 水曜 17:00 - 18:00（最終話のみ） | 日本テレビ系列                               | 制作局                                                                                |
| 宮城県         | ミヤギテレビ   | 金曜 17:00 - 17:30（1983年4月 - 1984年3月） → 日曜 10:00 - 10:30（1984年4月 - 1986年3月） → 火曜 19:00 - 19:30（1986年4月 - 9月）                                                                                                  | 日本テレビ系列                               |                                                                                       |
| 福島県         | 福島中央テレビ | 金曜 17:00 - 17:30（1983年4月 - 1984年3月） → 日曜 10:00 - 10:30（1984年4月 - 1986年3月） → 火曜 19:00 - 19:30（1986年4月 - 9月）                                                                                                  | 日本テレビ系列                               |                                                                                       |
| 新潟県         | テレビ新潟     | 日曜 10:00 - 10:30 → 火曜 19:00 - 19:30 | 日本テレビ系列                               |                                                                                       |
| 静岡県         | 静岡第一テレビ | 日曜 10:00 - 10:30 → 火曜 19:00 - 19:30 | 日本テレビ系列                               |                                                                                       |
| 中京広域圏     | 中京テレビ     | 日曜 10:00 - 10:30 → 火曜 19:00 - 19:30 | 日本テレビ系列                               |                                                                                       |
| 近畿広域圏     | 読売テレビ     | 日曜 10:00 - 10:30 → 火曜 19:00 - 19:30 | 日本テレビ系列                               |                                                                                       |
| 広島県         | 広島テレビ     | 日曜 10:00 - 10:30 → 火曜 19:00 - 19:30 | 日本テレビ系列                               |                                                                                       |
| 香川県・岡山県 | 西日本放送     | 日曜 10:00 - 10:30 → 火曜 19:00 - 19:30 | 日本テレビ系列                               |                                                                                       |
| 福岡県         | 福岡放送       | 日曜 10:00 - 10:30 → 火曜 19:00 - 19:30 | 日本テレビ系列                               | 放送開始時点は金曜17:00-17:30。同時ネット移行時期は不明。                             |
| 熊本県         | 熊本県民テレビ | 日曜 10:00 - 10:30 → 火曜 19:00 - 19:30 | 日本テレビ系列                               |                                                                                       |
| 北海道         | 札幌テレビ     | 金曜 17:00 - 17:30 → 火曜 19:00 - 19:30 | 日本テレビ系列                               |                                                                                       |
| 青森県         | 青森放送       | 水曜 17:30 - 18:00 | 日本テレビ系列 テレビ朝日系列                |                                                                                       |
| 岩手県         | テレビ岩手     | 木曜 17:30 - 18:00 | 日本テレビ系列                               |                                                                                       |
| 秋田県         | 秋田放送       | 木曜 17:00 - 17:30 → 火曜 19:00 - 19:30 | 日本テレビ系列                               |                                                                                       |
| 山形県         | 山形放送       | 木曜 16:30 - 17:00 | 日本テレビ系列 テレビ朝日系列                |                                                                                       |
| 富山県         | 北日本放送     | 月曜 17:00 - 17:30 | 日本テレビ系列                               | 1984年10月1日から1987年9月28日まで放送                                                |
| 石川県         | 北陸放送       | 金曜 17:30 - 18:00 （1984年4月13日から1985年9月19日まで） → 金曜 17:25 - 17:55（1985年9月26日） → 日曜 11:00 - 11:30 （1985年10月6日 - 12月29日） → 日曜 7:00 - 7:30（1986年1月12日 - ） → 日曜 15:25 - 15:55 → 日曜 14:00 - 14:30 | TBS系列                                      | 1984年4月13日から1986年4月20日まで （途中打ち切り。なお、最終回に「終」マークは無し） |
| 福井県         | 福井放送       | 水曜 17:00 - 17:30 | 日本テレビ系列                               | 1984年7月11日から1987年7月8日まで放送                                                 |
| 山梨県         | 山梨放送       | 水曜 17:30 - 18:00 → 火曜 19:00 - 19:30 | 日本テレビ系列                               |                                                                                       |
| 長野県         | テレビ信州     | 月曜 17:00 - 17:30 | 日本テレビ系列 テレビ朝日系列                |                                                                                       |
| 鳥取県・島根県 | 日本海テレビ   | 日曜 10:00 - 10:30 → 金曜 17:30 - 18:00 | 日本テレビ系列                               |                                                                                       |
| 山口県         | 山口放送       | 金曜 17:15 - 17:45 | 日本テレビ系列 テレビ朝日系列                |                                                                                       |
| 徳島県         | 四国放送       | 金曜 17:00 - 17:30 | 日本テレビ系列                               |                                                                                       |
| 愛媛県         | 南海放送       | 土曜 17:00 - 17:30 | 日本テレビ系列                               | 途中で打ち切り。                                                                      |
| 高知県         | 高知放送       | 金曜 17:00 - 17:30 → 水曜 17:25 - 17:55 | 日本テレビ系列                               |                                                                                       |
| 長崎県         | テレビ長崎     | 月曜 16:30 - 17:00 | フジテレビ系列 日本テレビ系列                |                                                                                       |
| 大分県         | テレビ大分     | 金曜 16:55 - 17:25 → 金曜 16:00 - 16:30 | 日本テレビ系列 フジテレビ系列 テレビ朝日系列 | 1984年5月4日から放送                                                                  |
| 宮崎県         | テレビ宮崎     | 水曜 17:30 - 18:00 → 水曜 16:30 - 17:00 | 日本テレビ系列 フジテレビ系列 テレビ朝日系列 |                                                                                       |
| 鹿児島県       | 鹿児島テレビ   | 水曜 17:25 - 17:55 → 水曜 16:30 - 17:00 | 日本テレビ系列 フジテレビ系列                |                                                                                       |
| 沖縄県         | 沖縄テレビ     | 月曜 17:30 - 18:00 → 月曜 16:30 - 17:00 | フジテレビ系列                               |                                                                                       |

| 日本テレビ 日曜 10:00 - 10:30                                                 | 日本テレビ 日曜 10:00 - 10:30                                  | 日本テレビ 日曜 10:00 - 10:30                  |
| 前番組                                                                        | 番組名                                                         | 次番組                                         |
| ----------------------------------------------------------------------------- | -------------------------------------------------------------- | ---------------------------------------------- |
| ビッグイベントゴルフ （1982年4月 - 1983年3月） - ※10:00 - 11:00               | キン肉マン （第1話 - 第124話） （1983年4月3日 - 1986年2月2日） | 剛Q超児イッキマン （1986年4月13日 - 11月23日） |
| 日本テレビ 火曜 19:00 - 19:30                                                 |                                                                |                                                |
| 笑って許して!! （1985年10月15日 - 1986年3月25日） - ※水曜 19:00 - 19:30に移動 | キン肉マン （第125話 - 第137話） （1986年4月22日 - 10月1日）   | ドテラマン （1986年10月14日 - 1987年2月24日）  |

## キン肉マン キン肉星王位争奪編（第2期）
1991年10月6日から1992年9月27日まで日本テレビ系列で毎週日曜日10:30 - 11:00（前半）、11:00 - 11:30（後半以降）にて全46話が放送された。
原作最終章（1991 - 1992年当時）となる「キン肉星王位争奪編」の映像化。アニメ第1作にて「夢の超人タッグ編」の後にオリジナルの「ザ・サイコー超人の挑戦編」と「地獄の極悪超人編」を放送して「王位争奪編」が残されたまま終了となっていたが、原作漫画の連載終了から4年、アニメ第1作終了から5年を経ての再アニメ化により実現した。
物語は原作通り超人タッグトーナメント直後の優勝パレードから開始するため、前述のオリジナル編には触れられていない。ただし第1作の映像を使った回想シーンでは極悪超人編のフィルムが使われたこともあった。
キン肉マンとミート以外の声優が一新されており、また前作同様場外キャラクターによるコントなど、ギャグ描写も追加されているが、物語が進むにつれ少なくなっていく。当時原作では顔見せ程度だった超人閻魔を邪悪の神を操る諸悪の根源にするなどアニメ独自の展開も多い。
第1話、第2話、最終回を除き毎週前回のあらすじを中野さんが説明しサブタイトルの流れで本編が始まる。アイキャッチは超人のプロフィールを説明する形式をとっていた。
ほぼ原作同様に展開が進められるものの、準決勝のアシュラマンVSサタンクロスはカットされダイジェストのみとなった。これについて嶋田は「一年契約のため、王位争奪編を全部入れるの無理だったのでやむを得ずカットした」と語っている。最終回はキン肉マンスーパー・フェニックスと決着をつけ、王位争奪サバイバル・マッチで死亡した超人たちがキン肉マンのフェイス・フラッシュにより全員復活し、キン肉ハウスにて牛丼パーティを行い幕を閉じた。
シリーズディレクターの梅澤淳稔によると、アニメ化にあたってゆでたまごから「リアルさ」の追求を要望されたといい、当時のプロレスファンに支持されていた打撃技や関節技を主体とした「UWFスタイル」のような格闘技を随所に盛り込んだ他、筋肉の付き方や頭身、立ち姿などのリアルさを追求したことで前作との差別化が図られている。
放送当時のゆでたまごは『ライオンハート』がなかなか連載にこぎ着けない状況であり、アニメに合わせて『キン肉マン』を『週刊少年ジャンプ』に連載することを週刊少年ジャンプ編集部に要望していた。日本テレビのプロデューサーからも「なんで同時期に『ジャンプ』で連載をやってくれないんですか？」という問い合わせもあったが、編集部から許可は下りなかった。

### キン肉マン（第1期）との相違点
- 一部のキャラクターの技の名前が変更。
  - キン肉ガード→肉のカーテン（キン肉マン・ソルジャー）、アパッチのおたけび→野生のおたけび（ジェロニモ）など。
- テリーマン、ブロッケンJr.、バッファローマンのコスチュームデザインが変わっている。
- 完璧超人の読み方が「かんぺきちょうじん」から「パーフェクトちょうじん」に変更。
- 1回2タイトル（前半・後半）を1回1タイトル（30分通し）に変更。
- 幼稚園の名称はひまわり幼稚園から原作と同じ住之江幼稚園に変更
- 「夢の超人タッグ編」後半として展開されたピラミッドリングの描写は未反映。
- 前述した通り、前作で生き残ったウォーズマンは原作通り死亡した状態で登場する。
- 前作では自由の身となっていたキン骨マンとイワオは牢獄にいる状態で登場。さらに第22話では前作では接点のあったマリとは初対面である描写が挟まれている。

### スタッフ（第2期）
- 原作 - ゆでたまご
- 企画 - 武井英彦（日本テレビ）、嶋村一夫（読売広告社）、山口康男（東映動画）
- シリーズディレクター - 白土武、梅澤淳稔
- シリーズ構成 - 山崎晴哉
- キャラクターデザイン - 森利夫
- 美術デザイン - 襟立智子
- 編集 - 西山茂
- 音楽 - 吉田明彦
- 録音 - 市川修
- 効果 - 伊藤道広
- 選曲 - 宮下滋
- 現像 - 東映化学
- プロデューサー - 前田伸一郎（日本テレビ）、木村京太郎（読売広告社）、横山和夫（東映動画）
- アシスタントプロデューサー - 上田和成（読売広告社）、佐藤公宣（東映動画）
- 製作担当 - 関口孝治、清水慎治
- 広報 - 鈴木康子→立鉛典子（日本テレビ）
- 企画制作 - 日本テレビ
- 製作 - 読売広告社、東映

### 主題歌（第2期）
オープニングテーマ「ズダダン!キン肉マン」
作詞 - 森雪之丞 / 作曲 - 岸正之 / 編曲 - 山本健司 / 歌 - 鈴木けんじ
オープニングクレジットでは「ダダダン!キン肉マン」と誤記表示されていた。
エンディングテーマ「月火水木・キン肉マン」
作詞・作曲 - つのごうじ / 編曲 - 山本健司 / 歌 - ケント・デリカット、松田多香子、森の木児童合唱団
挿入歌「正々堂々〜ファイティングテーマ〜」（第14話）
作詞 - そのべかずのり / 作曲 - 前田克樹 / 編曲 - 吉田明彦 / 歌 - 平石豊茂美

### 各話リスト（第2期）
| 話数   | 放送日         | サブタイトル                           | 脚本     | コンテ     | 演出     | 作画監督   | 美術       |
| ------ | -------------- | -------------------------------------- | -------- | ---------- | -------- | ---------- | ---------- |
| 第1話  | 1991年 10月6日 | キン肉星王位戴冠式の異変!!の巻         | 山崎晴哉 | 白土武     | 白土武   | 森利夫     | 吉田智子   |
| 第2話  | 10月13日       | 城取り合戦! 邪悪な神の陰謀!!の巻       | 山崎晴哉 | 吉沢孝男   | 大町繁   | 玉川明洋   | 宮前光春   |
| 第3話  | 10月20日       | ゴングは鳴った! 決戦5対2の巻           | 山崎晴哉 | 梅澤淳稔   | 梅澤淳稔 | 森利夫     | 吉田智子   |
| 第4話  | 10月27日       | 恐るべし! 超人ホークマンの巻           | 山崎晴哉 | 小林哲也   | 小林哲也 | 本多哲     | 谷口淳一   |
| 第5話  | 11月10日       | 危うし! 火事場のクソ力の巻             | 伊東恒久 | 金子伸吾   | 金子伸吾 | 大武正枝   | 吉田智子   |
| 第6話  | 11月17日       | 奇跡! 超人墓場からの脱出の巻           | 山崎晴哉 | 遠藤克己   | 大町繁   | 玉川明洋   | 宮前光春   |
| 第7話  | 11月24日       | ミート大奮戦! つかめ勝利をの巻         | 山崎晴哉 | 藤みねお   | 藤みねお | 椛島義夫   | 大空広     |
| 第8話  | 12月1日        | 間に合うか? 友情パワー全開の巻         | 伊東恒久 | 梅澤淳稔   | 梅澤淳稔 | 森利夫     | 吉田智子   |
| 第9話  | 12月8日        | 夢よ届け! マッスル友情同盟の巻         | 山崎晴哉 | 白土武     | 金子伸吾 | 須田勝     | 渡辺将也   |
| 第10話 | 12月15日       | 神秘な光!? 燃えるテキサス魂の巻        | 伊東恒久 | 山内重保   | 大町繁   | 玉川明洋   | 宮前光春   |
| 第11話 | 12月22日       | 必殺! マッスルリベンジャーの巻         | 山崎晴哉 | 藤みねお   | 藤みねお | 大武正枝   | 吉田智子   |
| 第12話 | 1992年 1月12日 | たてロビン! 過去からの叫びの巻         | 山崎晴哉 | 今沢哲男   | 梅澤淳稔 | 森利夫     | 内川文広   |
| 第13話 | 1月19日        | 真紅に染まる純白のマントの巻           | 山崎晴哉 | 白土武     | 金子伸吾 | 椛島義夫   | 吉田智子   |
| 第14話 | 1月26日        | 意外な敵!? 超人血盟軍登場の巻          | 伊東恒久 | 藤みねお   | 西牧秀夫 | 大武正枝   | 内川文広   |
| 第15話 | 2月2日         | 友を救え! ウォーズマン復活の巻         | 山崎晴哉 | 明比正行   | 大町繁   | 玉川明洋   | 宮前光春   |
| 第16話 | 2月16日        | 嗚呼! リングに飛び散る血の嵐の巻       | 山崎晴哉 | 吉沢孝男   | 金子伸吾 | 梶山聡     | 常盤庄司   |
| 第17話 | 2月23日        | 生か死か!? 二つの友情パワーの巻        | 伊東恒久 | 梅澤淳稔   | 梅澤淳稔 | 森利夫     | 内川文広   |
| 第18話 | 3月1日         | 敵か味方か!? 2人のバイクマンの巻       | 山崎晴哉 | 白土武     | 伊東政雄 | 大戸幸子   | 吉田智子   |
| 第19話 | 3月8日         | 命再び! 生きろラーメンマン!!の巻       | 伊東恒久 | 明比正行   | 金子伸吾 | 梶山聡     | 内川文広   |
| 第20話 | 3月15日        | 恐るべき予言!? 1992年3月…の巻          | 山崎晴哉 | 吉沢孝男   | 大町繁   | 玉川明洋   | 宮前光春   |
| 第21話 | 3月22日        | 予言的中! 死の熱闘ロードの巻           | 伊東恒久 | 今沢哲男   | 梅澤淳稔 | 篠田章     | 常盤庄司   |
| 第22話 | 3月29日        | 悪魔天使!? 二重人格ゼブラの巻          | 山崎晴哉 | 細田雅弘   | 細田雅弘 | 八島善孝   | 内川文広   |
| 第23話 | 4月5日         | 大爆発!! 火事場の友情パワーの巻        | 伊東恒久 | 白土武     | 伊東政雄 | 大戸幸子   | 吉田智子   |
| 第24話 | 4月12日        | 骨まで溶けろ! カピラリア光線の巻       | 山崎晴哉 | 明比正行   | 金子伸吾 | 梶山聡     | 伊藤岩光   |
| 第25話 | 4月19日        | さらば! 燃え尽きたブロッケンの巻       | 伊東恒久 | 竹之内和久 | 大町繁   | 玉川明洋   | 宮前光春   |
| 第26話 | 4月26日        | 見たか!? これが真・友情パワーだ!!の巻  | 山崎晴哉 | 梅澤淳稔   | 梅澤淳稔 | 森利夫     | 常盤庄司   |
| 第27話 | 5月3日         | 命より大切なもの! それが友情だ!!の巻   | 伊東恒久 | 細田雅弘   | 細田雅弘 | 八島善孝   | 内川文広   |
| 第28話 | 5月10日        | 燃える予言書! 消えるソルジャー!!の巻   | 山崎晴哉 | 白土武     | 伊東政雄 | 大戸幸子   | 吉田智子   |
| 第29話 | 5月17日        | 弟よ! これがマッスル・スパークだ!!の巻 | 伊東恒久 | 吉沢孝男   | 金子伸吾 | 梶山聡     | 内川文広   |
| 第30話 | 5月24日        | 死の特訓! 急げ大阪城決戦!!の巻         | 山崎晴哉 | 白土武     | 大町繁   | 玉川明洋   | 宮前光春   |
| 第31話 | 5月31日        | 超人魂! ネバー・ギブアップ!!の巻       | 伊東恒久 | 梅澤淳稔   | 梅澤淳稔 | 森利夫     | 常盤庄司   |
| 第32話 | 6月7日         | 知恵と勇気! 魔法陣デスマッチの巻       | 山崎晴哉 | 細田雅弘   | 大町繁   | 滝川和男   | 宮前光春   |
| 第33話 | 6月14日        | 出るか!? 完璧マッスルスパークの巻      | 伊東恒久 | 芝田浩樹   | 細田雅弘 | 篠田章     | 襟立智子   |
| 第34話 | 6月21日        | 血の伝説! 死を呼ぶ二つの陰謀の巻       | 山崎晴哉 | 竹之内和久 | 渡辺正彦 | 黄嶋涼     | 常盤庄司   |
| 第35話 | 6月28日        | 中国四千年! ピラミッドパワーの巻       | 伊東恒久 | 白土武     | 伊東政雄 | 大戸幸子   | 井出智子   |
| 第36話 | 7月5日         | 超人ハンター! オメガマン現わるの巻     | 山崎晴哉 | 明比正行   | 大町繁   | 菊池城二   | 宮前光春   |
| 第37話 | 7月12日        | 探せ! 偽王子の証拠!!の巻               | 伊東恒久 | 芝田浩樹   | 芝田浩樹 | 森利夫     | 川崎美千代 |
| 第38話 | 7月19日        | 味方か!? サムライ見参の巻              | 山崎晴哉 | 細田雅弘   | 細田雅弘 | 菊池城二   | 常盤庄司   |
| 第39話 | 7月26日        | さらば! 貴公子ロビンの巻               | 伊東恒久 | 梅澤淳稔   | 梅澤淳稔 | 羽山淳一   | 井出智子   |
| 第40話 | 8月9日         | 見たか! 地獄変身超人の巻               | 山崎晴哉 | 白土武     | 伊東政雄 | 大戸幸子   | 内川文広   |
| 第41話 | 8月16日        | 恩師カメハメとの対決の巻               | 伊東恒久 | 竹之内和久 | 渡辺正彦 | 森利夫     | 川崎美千代 |
| 第42話 | 8月23日        | ビビンバ、愛の告白!?の巻               | 山崎晴哉 | 吉沢孝男   | 大町繁   | 寺嶋みどり | 宮前光春   |
| 第43話 | 9月6日         | 愛と死のメッセージ!の巻                | 伊東恒久 | 芝田浩樹   | 芝田浩樹 | 菊池城二   | 常盤庄司   |
| 第44話 | 9月13日        | 最終戦! 邪悪か正義かの巻               | 山崎晴哉 | 細田雅弘   | 細田雅弘 | 八島善孝   | 井出智子   |
| 第45話 | 9月20日        | ネバー・ギブアップ!!の巻               | 伊東恒久 | 白土武     | 伊東政雄 | 大戸幸子   | 常盤庄司   |
| 第46話 | 9月27日        | キン肉マンよ永遠に!!の巻               | 山崎晴哉 | 梅澤淳稔   | 梅澤淳稔 | 森利夫     | 川崎美千代 |

- タイトルコールは第1期と同じくミート役の松島みのりが務めていたが、第27話からミートが登場しない回が多くなり、キン肉マン役の神谷明と交代した。
- アイキャッチはAパート終了時とBパート開始時に挿入される。内容は超人紹介で各超人の姿に合わせて名前、必殺技、超人強度が字幕で紹介された。中野さんやコニタが紹介されることもあった。

### 放送局（第2期）
※放送系列は放送当時、第22話までの放送日時は個別に出典が提示してあるものを除き1991年12月中旬 - 1992年1月上旬時点のものとする。
| 放送地域       | 放送局             | 放送日時                                                                     | 放送系列                                     | 備考                                                                                    |
| -------------- | ------------------ | ---------------------------------------------------------------------------- | -------------------------------------------- | --------------------------------------------------------------------------------------- |
| 関東広域圏     | 日本テレビ         | 日曜 10:30 - 11:00（第1話 - 第22話） → 日曜 11:00 - 11:30（第23話 - 第46話） | 日本テレビ系列                               | 制作局                                                                                  |
| 北海道         | 札幌テレビ         | 日曜 10:30 - 11:00（第1話 - 第22話） → 日曜 11:00 - 11:30（第23話 - 第46話） | 日本テレビ系列                               |                                                                                         |
| 青森県         | 青森放送           | 日曜 10:30 - 11:00（第1話 - 第22話） → 日曜 11:00 - 11:30（第23話 - 第46話） | 日本テレビ系列                               |                                                                                         |
| 岩手県         | テレビ岩手         | 日曜 10:30 - 11:00（第1話 - 第22話） → 日曜 11:00 - 11:30（第23話 - 第46話） | 日本テレビ系列                               |                                                                                         |
| 宮城県         | ミヤギテレビ       | 日曜 10:30 - 11:00（第1話 - 第22話） → 日曜 11:00 - 11:30（第23話 - 第46話） | 日本テレビ系列                               |                                                                                         |
| 福島県         | 福島中央テレビ     | 日曜 10:30 - 11:00（第1話 - 第22話） → 日曜 11:00 - 11:30（第23話 - 第46話） | 日本テレビ系列                               |                                                                                         |
| 新潟県         | テレビ新潟         | 日曜 10:30 - 11:00（第1話 - 第22話） → 日曜 11:00 - 11:30（第23話 - 第46話） | 日本テレビ系列                               |                                                                                         |
| 石川県         | テレビ金沢         | 日曜 10:30 - 11:00（第1話 - 第22話） → 日曜 11:00 - 11:30（第23話 - 第46話） | 日本テレビ系列                               |                                                                                         |
| 長野県         | テレビ信州         | 日曜 10:30 - 11:00（第1話 - 第22話） → 日曜 11:00 - 11:30（第23話 - 第46話） | 日本テレビ系列                               |                                                                                         |
| 静岡県         | 静岡第一テレビ     | 日曜 10:30 - 11:00（第1話 - 第22話） → 日曜 11:00 - 11:30（第23話 - 第46話） | 日本テレビ系列                               |                                                                                         |
| 中京広域圏     | 中京テレビ         | 日曜 10:30 - 11:00（第1話 - 第22話） → 日曜 11:00 - 11:30（第23話 - 第46話） | 日本テレビ系列                               |                                                                                         |
| 関西広域圏     | よみうりテレビ     | 日曜 10:30 - 11:00（第1話 - 第22話） → 日曜 11:00 - 11:30（第23話 - 第46話） | 日本テレビ系列                               |                                                                                         |
| 鳥取県・島根県 | 日本海テレビ       | 日曜 10:30 - 11:00（第1話 - 第22話） → 日曜 11:00 - 11:30（第23話 - 第46話） | 日本テレビ系列                               |                                                                                         |
| 広島県         | 広島テレビ         | 日曜 10:30 - 11:00（第1話 - 第22話） → 日曜 11:00 - 11:30（第23話 - 第46話） | 日本テレビ系列                               |                                                                                         |
| 香川県・岡山県 | 西日本放送         | 日曜 10:30 - 11:00（第1話 - 第22話） → 日曜 11:00 - 11:30（第23話 - 第46話） | 日本テレビ系列                               |                                                                                         |
| 福岡県         | 福岡放送           | 日曜 10:30 - 11:00（第1話 - 第22話） → 日曜 11:00 - 11:30（第23話 - 第46話） | 日本テレビ系列                               |                                                                                         |
| 長崎県         | 長崎国際テレビ     | 日曜 10:30 - 11:00（第1話 - 第22話） → 日曜 11:00 - 11:30（第23話 - 第46話） | 日本テレビ系列                               |                                                                                         |
| 熊本県         | くまもと県民テレビ | 日曜 10:30 - 11:00（第1話 - 第22話） → 日曜 11:00 - 11:30（第23話 - 第46話） | 日本テレビ系列                               |                                                                                         |
| 富山県         | 北日本放送         | 日曜 10:30 - 11:00（第1話 - 第46話）                                         | 日本テレビ系列                               | 1992年4月以降は30分先行ネット                                                           |
| 山形県         | 山形放送           | 月曜 17:30 - 18:00                                                           | 日本テレビ系列 テレビ朝日系列                |                                                                                         |
| 福井県         | 福井放送           | 木曜 17:00 - 17:30                                                           | 日本テレビ系列                               | 1992年6月18日から1993年7月15日まで放送。                                                |
| 山梨県         | 山梨放送           | 日曜 6:05 - 6:35 →火曜 16:00 - 16:30                                         | 日本テレビ系列                               | 1992年1月19日までは日曜6:05-6:35の放送。 1992年1月28日以降は火曜16:00-16:30へ移動した。 |
| 宮崎県         | テレビ宮崎         | 水曜 16:00 - 16:30                                                           | フジテレビ系列 日本テレビ系列 テレビ朝日系列 | [ 37 ]                                                                                  |

| 日本テレビ 日曜 10:30 - 11:00                           | 日本テレビ 日曜 10:30 - 11:00                                                      | 日本テレビ 日曜 10:30 - 11:00                      |
| 前番組                                                  | 番組名                                                                             | 次番組                                             |
| ------------------------------------------------------- | ---------------------------------------------------------------------------------- | -------------------------------------------------- |
| 一攫千金!!スーパーマーケット （1991年4月7日 - 9月29日） | キン肉マン キン肉星王位争奪編 （第1話 - 第22話） （1991年10月6日 - 1992年3月29日） | 超電動ロボ 鉄人28号FX （1992年4月5日 - 9月27日）   |
| 日本テレビ 日曜 11:00 - 11:30                           |                                                                                    |                                                    |
| 徳光の「地球時代です」! （1991年10月 - 1992年3月）      | キン肉マン キン肉星王位争奪編 （第23話 - 第46話） （1992年4月5日 - 9月27日）       | 皇室グラフィティ （1992年10月4日 - 1996年3月31日） |

## キン肉マン 完璧超人始祖編（第3期）
原作の「完璧超人始祖編」を映像化。制作スタッフやキャスティングはこれまでのアニメ作品から大幅に変更された。
Season 1は2024年7月から9月まで、CBCテレビ・TBS系列『アガルアニメ』枠ほかにて放送された。初回は過去シリーズを新規映像で振り返る第0話が放送された。また、同系列では本放送前週の6月30日に特別番組『キン肉マン アニメ放送開始直前SP〜来週からのキン肉マンはこれでバッチリ！心配とへのつっぱりはいらんですよ！〜』が『アガルアニメ』枠にて放送された。錦鯉、和田正人、ハリウッドザコシショウ（旧アニメ版アシュラマンのコスプレ）が、秋元真夏にキン肉マンのキャラクターや作品の魅力を紹介した。
Season 2はSeason 1と同様『アガルアニメ』枠ほかにて、2025年1月から3月まで放送された。
2025年8月3日開催のイベント「キン肉マン超人祭2025」において、Season 3および第3期シリーズを準拠としたキャラクターソングの制作が発表された。
アイキャッチは登場超人および得意技を紹介する形式であり、得意技はSeason 1は動画だったが、Season 2は静止画となっている。

### スタッフ（第3期）
- 原作 - ゆでたまご[3]
- 監督 - さとう陽[3]
- 副監督 - 曽我準[48]
- シリーズ構成 - 深見真[3]
- アニメーションキャラクターデザイン・総作画監督 - 丸藤広貴[3]
- アニメーションスーパーバイザー - 横田守[48]
- アクションスーパーバイザー - 大張正己[48]
- プロップデザイン - 岩永悦宜[48]
- 美術デザイン - 伊井蔵[48]
- 美術監督 - 平柳悟[48]
- 色彩設計 - 茂木早誉[48]
- 撮影監督 - 齊藤慶一[48]
- 編集 - 村上義典[48]
- 音響監督 - 今泉雄一[48]
- 音楽 - 高梨康治[3]
- 音楽制作 - ポニーキャニオン
- 音楽プロデューサー - 高畑裕一郎
- プロデューサー - 木下哲哉、高澤慧伍、大和田智之、麻生一宏
- アニメーションプロデューサー - 黒木類[48]
- アニメーション制作 - Production I.G[3]
- 製作 - キン肉マン製作委員会（ポニーキャニオン、集英社、東映アニメーション、BS11、ADKエモーションズ）

### 主題歌（第3期）
Season 1
「LOVE & JUSTICE」
高梨康治×FLOWによるオープニングテーマ。作詞は森雪之丞、作曲は鈴木裕明、編曲は高梨康治とFLOWと鈴木裕明。
「キン肉マン Go Fight!」
キン肉マン（宮野真守）による第0話のエンディングテーマ。串田アキラが歌唱した第1期主題歌のカバーとなる。作詞は森雪之丞、作曲は芹潭廣明、編曲はAPAZZI。
「超人」
キン肉マン（宮野真守）によるエンディングテーマ。作詞・作曲・編曲はAPAZZI。
Season 2
「キン肉マン英雄（ヒーロー）」
遠藤正明によるオープニングテーマ。作詞・作曲・編曲はAPAZZI。
「29（にく）」
キン肉マン（宮野真守）によるエンディングテーマ。作詞・作曲・編曲はAPAZZI。

### 各話リスト（第3期）
| 話数     | サブタイトル                         | 脚本     | 絵コンテ                 | 演出                | 作画監督 | 初放送日       |          |          |          |          |          |          |          |          |          |          |          |          |          |          |          |          |          |          |
| Season 1 | Season 1                             | Season 1 | Season 1                 | Season 1            | Season 1 | Season 1       | Season 1 | Season 1 | Season 1 | Season 1 | Season 1 | Season 1 | Season 1 | Season 1 | Season 1 | Season 1 | Season 1 | Season 1 | Season 1 | Season 1 | Season 1 | Season 1 | Season 1 | Season 1 |
| -------- | ------------------------------------ | -------- | ------------------------ | ------------------- | --- | -------------- | -------- | -------- | -------- | -------- | -------- | -------- | -------- | -------- | -------- | -------- | -------- | -------- | -------- | -------- | -------- | -------- | -------- | -------- |
| 00       | キン肉マンよ永遠に……そして           | 深見真   | さとう陽 丸藤広貴 横田守 | さとう陽 曽我準     | 丸藤広貴 横田守 BUS | 2024年 7月7日  |          |          |          |          |          |          |          |          |          |          |          |          |          |          |          |          |          |          |
| 01       | 新たな歴史の幕開け!!                 | 深見真   | さとう陽                 | さとう陽 曽我準     | 丸藤広貴 | 7月14日        |          |          |          |          |          |          |          |          |          |          |          |          |          |          |          |          |          |          |
| 02       | 恐怖の完裂地獄!!                     | 深見真   | 曽我準                   | 曽我準              | 横田守 | 7月21日        |          |          |          |          |          |          |          |          |          |          |          |          |          |          |          |          |          |          |
| 03       | 執念のテキサス・ブロンコ!!           | 深見真   | 原博                     | 高成喆              | 坂上礼司 菅原正視 高成喆 大塚あきら 谷口繁則 | 7月28日        |          |          |          |          |          |          |          |          |          |          |          |          |          |          |          |          |          |          |
| 04       | 強襲！悪魔超人軍!!                   | 大東大介 | さとう陽                 | 浜田将太            | 日向正樹 長屋侑利子 斎藤香織 加野晃 武汉金英汇 | 8月4日         |          |          |          |          |          |          |          |          |          |          |          |          |          |          |          |          |          |          |
| 05       | 悪魔超人の誇り!!                     | ケンゼン | 多田俊介                 | 井端義秀            | 日向正樹 長屋侑利子 天崎まなむ 武汉金英汇 | 8月11日        |          |          |          |          |          |          |          |          |          |          |          |          |          |          |          |          |          |          |
| 06       | 策略の四次元空間!!                   | matsu    | 曽我準                   | 三上勇太            | 大籠之仁 日向正樹 天崎まなむ 袴田裕二 加野晃 彭佩琦 | 8月18日        |          |          |          |          |          |          |          |          |          |          |          |          |          |          |          |          |          |          |
| 07       | 衝突！超人たちのイデオロギー!!       | 深見真   | 原博                     | 三上勇太            | もろゆき沙羅 加藤優 袴田裕二 日向正樹 福田紀之 石田千夏 光の園・アニメーション 杭州神在動画                                                                          | 8月25日        |          |          |          |          |          |          |          |          |          |          |          |          |          |          |          |          |          |          |
| 08       | 最初で最後の必殺技!!                 | 大東大介 | 浜田将太                 | 浜田将太            | 長屋侑利子 天崎まなむ 河村明夫 高乗陽子 鈴木健司 津熊健徳 加野晃 横田守                                                                                              | 9月1日         |          |          |          |          |          |          |          |          |          |          |          |          |          |          |          |          |          |          |
| 09       | 学べなかった心!!                     | ケンゼン | さとう陽 曽我準          | 曽我準 水野健太郎   | 横田守 加野晃 日向正樹 大籠之仁 長屋侑利子 天崎まなむ 津熊健徳 Kamiiru Animation Studio Shanghai Phantom Animation Production Co,LTD 麦冬映画 光の園・アニメーション | 9月8日         |          |          |          |          |          |          |          |          |          |          |          |          |          |          |          |          |          |          |
| 10       | 魔雲天！悪魔の意地!!                 | matsu    | 曽我準                   | 高成喆              | 坂上礼司 大塚あきら 菅原正視 谷口繁則 横田守 羽山淳一 袴田裕二 山田まさし 長屋侑利子                                                                                 | 9月15日        |          |          |          |          |          |          |          |          |          |          |          |          |          |          |          |          |          |          |
| 11       | 新たなる無量大数軍!!                 | 深見真   | 浜田将太                 | 浜田将太 糸賀慎太郎 | 角田桂一 長谷川早紀 Zearth Sato 石田千夏 河村明夫 高乗陽子 伊藤進也 ふくだのりゆき 日向正樹 大籠之仁 横田守 袴田裕二 山田まさし                                      | 9月22日        |          |          |          |          |          |          |          |          |          |          |          |          |          |          |          |          |          |          |
| Season 2 |                                      |          |                          |                     | |                |          |          |          |          |          |          |          |          |          |          |          |          |          |          |          |          |          |          |
| 12       | 三つ巴決戦！死闘開幕階段ピラミッド!! | 深見真   | 原博                     | 稲垣隆行            | 日向正樹 河村明夫 高乗陽子 夕一美 上海樊特姆動画 寧波麦冬映画 神龍 王渝 毛縞斑 张曦萦 慧敏 瑞木晶 孫仁義                                                             | 2025年 1月12日 |          |          |          |          |          |          |          |          |          |          |          |          |          |          |          |          |          |          |
| 13       | ブロッケン一族の魂!!                 | 大東大介 | 原博                     | 大江峰夫            | 新野量太 窪田康高 中村深雪 和田伸一 伊藤進也 石田千夏 冨田佳亨 | 1月19日        |          |          |          |          |          |          |          |          |          |          |          |          |          |          |          |          |          |          |
| 14       | 高潔なる拳法家の信念!!               | ケンゼン | 多田俊介 田中宏紀        | 曹毅 Nyanster       | 肖俊光 武嘉倫 王俊 袁小偉 夏偉東 高熠竹 | 1月26日        |          |          |          |          |          |          |          |          |          |          |          |          |          |          |          |          |          |          |
| 15       | 四次元からの声!!                     | matsu    | 田中宏紀 大江峰生        | 安藤正臣 稲垣隆行   | 丸藤広貴 天崎まなむ 河村明夫 高乗陽子 日向正樹 夕一美 津熊健徳 今木宏明 柴さくら 朱世杰 佐藤直人 上海樊特姆動画 光の園・アニメーション 寧波麦冬映画 神龍             | 2月2日         |          |          |          |          |          |          |          |          |          |          |          |          |          |          |          |          |          |          |
| 16       | 悪魔最強タッグ再び!!                 | 深見真   | 博史池畠                 | 丸山由太            | 角田桂一 竹内知海 ふくだのりゆき 加野晃 袴田裕二 寧波麦冬映画 神龍 暁・火鳥動画 無錫七彩動画                                                                         | 2月9日         |          |          |          |          |          |          |          |          |          |          |          |          |          |          |          |          |          |          |
| 17       | 見たか同士たち！命を賭󠄀した敵討ち!!   | 大東大介 | 浜田将太                 | 浜田将太            | 長屋侑利子 高乗陽子 津熊健徳 日向正樹 天崎まなむ 渡辺一平太 上海樊特姆動画 STUDIO MASSKET                                                                            | 2月16日        |          |          |          |          |          |          |          |          |          |          |          |          |          |          |          |          |          |          |
| 18       | 超人創世記!!                         | 深見真   | 三上勇太                 | 三上勇太            | 長屋侑利子 助三狼牙 夕一美 渡辺一平太 J-MANGA CREATE 上海樊特姆動画 神龍                                                                                             | 2月23日        |          |          |          |          |          |          |          |          |          |          |          |          |          |          |          |          |          |          |
| 19       | 鋼鉄の不沈艦!!                       | matsu    | そえたかずひろ           | 松井郁洋            | 天崎まなむ TripleA 無錫七彩動画 无锡市樱花卡通有限公司 Serit Cosmos Films Inc. 育松アニメ制作有限会社 岸影アニメ 拾月動画 図霊動漫制作有限公司                       | 3月2日         |          |          |          |          |          |          |          |          |          |          |          |          |          |          |          |          |          |          |
| 20       | 師の教えを胸に!!                     | ケンゼン | 博史池畠                 | 高添響              | 徐晨寅 劉齢嬰 鑫月 瑞木晶 明光 上海樊特姆動画 寧波麦冬映画 | 3月16日        |          |          |          |          |          |          |          |          |          |          |          |          |          |          |          |          |          |          |
| 21       | ウォーズマン・リブート!!             | 深見真   | 大籠之仁                 | 熊膳貴志            | 長屋侑利子 高乗陽子 渡辺一平太 夕一美 柴さくら 今木宏明 佐藤直人 朱世杰 光の園・アニメーション                                                                       | 3月23日        |          |          |          |          |          |          |          |          |          |          |          |          |          |          |          |          |          |          |
| 22       | 生きるための闘い!!                   | 大東大介 | さとう陽                 | 浜田将太 三上勇太   | 長屋侑利子 天崎まなむ ぴえろ STUDIO MASSKET 光の園・アニメーション 上海樊特姆動画 寧波麦冬映画                                                                       | 3月30日        |          |          |          |          |          |          |          |          |          |          |          |          |          |          |          |          |          |          |

### 原作との主な相違点（第3期）
- 第0話は、キン肉マンが結婚前にテリーマンとのスパーリング[注 5]を行いながら過去の戦いを振り返る内容となっており、過去のアニメ版でカットされたシーンにも一部触れているが、コンプライアンスや商標権などの権利の都合上変更された箇所もある[43]。

### 放送局（第3期）
| 放送期間                 | 放送時間               | 放送局                                  | 対象地域 | 備考                                           |
| ------------------------ | ---------------------- | --------------------------------------- | -------- | ---------------------------------------------- |
| 2024年7月7日 - 9月22日   | 日曜 23:30 - 月曜 0:00 | CBCテレビ（企画協力） ほかTBS系列全28局 | 日本国内 | 字幕放送 / 連動データ放送 / 『アガルアニメ』枠 |
| 2024年7月12日 - 9月27日  | 金曜 18:30 - 19:00     | BS11                                    | 日本全域 | 製作参加 / BS放送 / 『ANIME+』枠               |
| 2024年7月27日 - 10月12日 | 土曜 21:00 - 21:30     | アニマックス                            | 日本全域 | BS/CS放送 / リピート放送あり                   |

| 配信開始日    | 配信時間                   | 配信サイト                                                    | 備考         |
| ------------- | -------------------------- | ------------------------------------------------------------- | ------------ |
| 2024年7月8日  | 月曜 更新                  | Netflix                                                       | 見放題配信   |
| 2024年7月10日 | 水曜 0:30（火曜深夜） 更新 | バンダイチャンネル dアニメストア DMM TV FOD Rakuten TV U-NEXT | 都度課金配信 |
|               | 水曜 更新                  | Hulu Lemino                                                   | 都度課金配信 |
|               | （配信時間未公表）         | J:COM STREAM milplus Prime Video TELASA ビデオマーケット      | 都度課金配信 |

| 放送期間 | 放送時間               | 放送局                                  | 対象地域 | 備考                                           |
| --- | ---------------------- | --------------------------------------- | -------- | ---------------------------------------------- |
| 2025年1月12日 - 3月30日 | 日曜 23:30 - 月曜 0:00 | CBCテレビ（企画協力） ほかTBS系列全28局 | 日本国内 | 字幕放送 / 連動データ放送 / 『アガルアニメ』枠 |
| 2025年1月17日 - 4月4日 | 金曜 18:30 - 19:00     | BS11                                    | 日本全域 | 製作参加 / BS放送 / 『ANIME+』枠               |
| 2025年1月25日 - 4月12日 | 土曜 21:00 - 21:30     | アニマックス                            | 日本全域 | BS/CS放送 / リピート放送あり                   |
| 2025年3月9日より順次放送された総集編「完璧・無量大数軍との闘い！その軌跡!!」では、全放送局で音声多重放送を実施。副音声には小西克幸、嶋田隆司、麻生一宏が出演した。 |                        |                                         |          |                                                |

| 配信開始日    | 配信時間                   | 配信サイト                                                    | 備考           |
| ------------- | -------------------------- | ------------------------------------------------------------- | -------------- |
| 2025年1月13日 | 月曜 更新                  | Netflix                                                       | 見放題独占配信 |
| 2025年1月15日 | 水曜 0:30（火曜深夜） 更新 | バンダイチャンネル dアニメストア DMM TV FOD Rakuten TV U-NEXT | 都度課金配信   |
|               | 水曜 更新                  | Hulu Lemino                                                   | 都度課金配信   |
|               | （配信時間未公表）         | J:COM STREAM milplus Prime Video TELASA ビデオマーケット      | 都度課金配信   |

### 関連ラジオ番組（第3期）
2024年6月3日より2025年3月31日まで、スペシャルウィークの週などを除く月曜日18時50分から19時20分に、ニッポン放送にて『キン肉マン 超人ラジオ』が放送されていた。同番組は、上坂すみれ（ミート役）がパーソナリティーを務め、毎回この作品の声優やスタッフを交えたゲストコーナー（原則同一ゲスト2-3回程度の連続出演）を中心に、同作品のあらすじや、最新情報を深堀りする。
ゲストコーナーの出演者
- 宮野真守（#1，2，3，22，23 キン肉マン役）
- ケンドーコバヤシ（#4，5 ウルフマン役）
- 安元洋貴（#6，7 バッファローマン役）
- 谷山紀章（#8，9 ミスターカーメン役）
- 小野大輔（#10，11 テリーマン役）
- 平田ヒトシJr.（ビッグボンバーズ）（#12，13）
- 神谷明（#14，15 キン肉真弓、プリンス・カメハメ役）
- 小西克幸（#18，19 ロビンマスク役）
- 濱口優（よゐこ）（#20，21）
- 宮田俊哉（#24，25 ブラックホール役）
- 関智一（#28，29 ラーメンマン役）
- 稲田徹（#30，31 サンシャイン役）
- 笠間淳（#32，33 ブロッケンJr.役）
- 中西茂樹（なすなかにし）（#34，35）
- 遠藤正明＆APAZZI（#36，37）
- ゆでたまご 嶋田隆司、中井義則（#38）

| CBCテレビ制作・TBS系列 アガルアニメ       | CBCテレビ制作・TBS系列 アガルアニメ                        | CBCテレビ制作・TBS系列 アガルアニメ       |
| 前番組                                    | 番組名                                                     | 次番組                                    |
| ----------------------------------------- | ---------------------------------------------------------- | ----------------------------------------- |
| 転生貴族、鑑定スキルで成り上がる（第1期） | キン肉マン 完璧超人始祖編（Season 1） - ※CBCテレビ企画協力 | 転生貴族、鑑定スキルで成り上がる（第2期） |
| 転生貴族、鑑定スキルで成り上がる（第2期） | キン肉マン 完璧超人始祖編（Season 2） - ※CBCテレビ企画協力 | 戦隊大失格（2nd season）                  |

| ニッポン放送 月曜 18:50 - 19:20           | ニッポン放送 月曜 18:50 - 19:20 | ニッポン放送 月曜 18:50 - 19:20 |
| 前番組                                    | 番組名                          | 次番組                          |
| ----------------------------------------- | ------------------------------- | ------------------------------- |
| ヒグチアイ このさみしさに終わりはあるのか | キン肉マン 超人ラジオ           | 畑芽育とFUN Time                |

### 関連テレビ番組（第3期）
『完璧超人始祖編』放送のタイミングで、フジテレビONE（スカパー!・ケーブルテレビ・IP放送向け）において、2024年10月から『キン肉マン専門番組 キン肉マサル』が放送されている。同番組は、『キン肉マン』の大ファンとされている濱口優（よゐこ）が、自らの「キン肉マン愛」を熱く語るというもので、集英社と同作品の原作者・ゆでたまごの公認を受けて放送されている。

#### 放送内容
1. キン肉マンを1巻から読もう！
2. 創造主嶋田先生（ゆでたまご）にマサルがご挨拶
3. ラーメンマンとカレクックのラーメンとカレーだけ散歩

## テレビスペシャル
1984年4月7日に、『土曜トップスペシャル』（土曜 19:30 - 20:54）枠で『キン肉マン 決戦!7人の正義超人vs宇宙野武士』が放送された。
レギュラー放送ではカットされたラッカ星防衛編をアニメ化したもの。原作での時間軸は第21回超人オリンピック前だったが、本作はオリンピック後の設定になっている。原作とは異なり主要メンバーをアイドル超人に入れ替えている。ウォーズマン戦で再起不能となっているラーメンマンが登場し、戦いの後キン肉マンたちと共に地球には戻らず、農業発展のためにラッカ星に残るなど本編と違いがあり、パラレルワールド的な扱いとなっている。
主題歌はオープニング・エンディング共に「キン肉マンGo Fight!」だが、レギュラー放送で使用されたものと異なり、女性コーラスによる合いの手がカットされている。
原作の夢の超人タッグ編連載中、ゆでたまごによる本作のイメージシーンの扉絵が掲載されたことがある。
プロデューサーの木村京太郎によると、当時日本テレビのゴールデンタイムの視聴率は芳しくなく、年明け直前に高視聴率を維持していた『キン肉マン』のゴールデンタイムの放送が持ち上がった。突然の製作であり、アニメ製作スタッフも日本で確保できなかったため、急遽韓国に行ってスタッフを集めるなど、すべてが突貫だったという。

### スタッフ（テレビスペシャル）
- 原作 - ゆでたまご
- 監督 - 山吉康夫
- 製作 - 今田智憲
- 企画 - 武井英彦
- プロデューサー - 田宮武、木村京太郎
- 脚本 - 山崎晴哉
- コンテ - 山吉康夫、白土武
- 音楽 - 風戸慎介
- 美術監督 - 襟立智子
- 作画監督 - 森利夫
- 製作担当 - 蕪木登喜司
- 制作 - 東映、読売広告社

## 劇場アニメ
| 公開順 | 題名（副題）               | 公開日         |
| ------ | -------------------------- | -------------- |
| 1      | 奪われたチャンピオンベルト | 1984年7月14日  |
| 2      | 大暴れ!正義超人            | 1984年12月22日 |
| 3      | 正義超人vs古代超人         | 1985年3月15日  |
| 4      | 逆襲!宇宙かくれ超人        | 1985年7月13日  |
| 5      | 晴れ姿!正義超人            | 1985年12月21日 |
| 6      | ニューヨーク危機一髪!      | 1986年3月15日  |
| 7      | 正義超人vs戦士超人         | 1986年12月20日 |

『キン肉マンII世』のアニメについては、キン肉マンII世の劇場アニメを参照。

## Webムービー
キン肉マン連載40周年記念ストップムービー
2019年6月16日にYouTube「shupure」チャンネルおよび「集英社コミック公式S-MANGA」チャンネルで配信された、『キン肉マン』連載40周年を記念したプロモーション映像。主題歌に乗せオメガ・ケンタウリの六鎗客編までの名場面集が静止画で描かれ、終盤に夢の超人タッグ編ヘル・ミッショネルズ戦のマッスル・ドッキングのシーンと、オメガ・ケンタウリの六鎗客編でのキン肉マンソルジャー（キン肉アタル）復活シーンがアニメーションで描かれる。
ゆでたまごが最も信頼を置くアニメーターということで、アニメ『キン肉マンII世』でキャラクターデザインを担当した佐藤正樹が本プロジェクトに関わることになった。予算の上限が決まっているため制約があり、完成品では100カット近くの静止画が採用されているが多数の没になったシーンが存在しており、『キン肉マンジャンプ Vol.3』にNGカットの一部のラフ画や絵コンテが掲載されている。また、当初の構想ではザ・マシンガンズの動画パートがもう1つ作られる予定だったが、静止画の名場面の枚数を確保するために削られることになった。

### スタッフ（Webムービー）
- プロデューサー・監督・STM作画・作画監督 - 佐藤正樹
- アクション原画 - 大塚健
- 色彩設計 - 中杏奈
- 美術監督 - 山口忍
- 撮影監督 - 笹野雄介（グラフィニカ）
- 編集 - 丹彩子（グラフィニカ）
- アニメーション制作 - グラフィニカ
- 制作 - 集英社
- スペシャルボイス - 神谷明

使用曲「キン肉マンGO FIGHT!」

## 映像ソフト関連
キン肉マン VOL.1 - 12（東映ビデオ）
TVシリーズ第1作とTVSPを収録したDVD。全12巻。
ビデオ（レンタルのみ）は1999年に東映ビデオからリリースされたが、途中で打ち切られた。全6巻。
キン肉マン キン肉星王位争奪編 VOL.1 - 4（東映ビデオ）
TVシリーズ第2作『キン肉マン キン肉星王位争奪編』を収録したDVD。全4巻。
全話収録としては初ソフト化となる。
キン肉マン THE☆MOVIE（東映ビデオ）
劇場版全7作を収録したDVD。全1巻。
ビデオ（セル・レンタル共通）は公開後の1984年12月 - 1987年2月にリリースされた。
キン肉マン コンプリートDVD-BOX（東映ビデオ、2008年12月20日発売）
『キン肉マン』のTVシリーズ全184話と劇場版全7作品を収録。完全予約限定生産で、特典ディスク（キンケシ〈418体〉リスト、キン肉マン映画祭スペシャルナイト〈ダイジェスト〉、キン肉マンの交通安全）、復刻版キンケシ418体が付属する。
既に店頭予約は締切られたが予約数が2万5000セットを超えており、20億円近い売上げが見込まれている。
キン肉マン一挙見Blu-ray（東映ビデオ、第1弾：2019年11月28日発売、第2弾：2023年3月8日発売）
『キン肉マン』40周年記念として「7人の悪魔超人編」「黄金のマスク編」「夢の超人タッグ編」が発売。それぞれのエピソードをディスク1枚に収録。
後にアニメ放送40周年記念として、「キン肉マン初の世界制覇&ツアー編」「V2への道! ザ・ビッグファイト編」「キン肉星王位争奪編1」「キン肉星王位争奪編2」が発売された。
キン肉マン 完璧超人始祖編Blu-ray BOX（ポニーキャニオン、2024年12月25日発売）
「完璧超人始祖編」を収録したBlu-ray4枚組に加えて、「キン肉マン キンケシ完璧超人始祖編フルカラープレミアム」などが付属する。

## 補足
- 第3話Bパートで色違いのダイラガーXVが玩具として登場したり、第5話BパートではマジンガーZが玩具として登場している。
- 放送開始当初、劇伴は『うる星やつら』などといった、風戸が担当した他社作品からの流用が多かった。
- 第1期の第125回 - 第136回は火曜19:00 - 19:30に放送されたが、この枠でアニメが放送されるのは、1973年8月 - 9月の海外アニメ『いじわるじいさん大追跡 （Here Comes the Grump）』（『ファイヤーマン』終了から『シャープ・スターアクション!』開始までのつなぎ）以来13年振りだが、国産アニメでは初である。また第1期の放送時間が火曜日に変更されても、火曜19時台は当番組からローカル枠に変更されたため、一部系列局では他系列番組などのネットをしていた関係で日曜時代から引き続き遅れネットで放送された局もあった。
- 第1期の日曜朝時代は年末年始と『24時間テレビ 「愛は地球を救う」』が放送される場合以外は番組が休止されることはほとんどなかったが、火曜夜時代はプロ野球中継がこの枠で編成されることが多く、それに伴う休止が目立った。
- 第1期の遅れネット局では、1年遅れで放送していた局もあった他、北陸放送と南海放送は途中打ち切りとなり、この2局では第1期は全話放送されなかった。ただし、第2期はテレビ金沢では全話放送されたが、南海放送では第2期は未放送となった。
- 第2期は日本テレビ系列フルネット局が所在する地域の内、民放が3局以上ある地域では全局で同時ネットもしくは先行ネットで放送された。一方で、クロスネット局や民放が2局以下の地域では遅れネットや未放送となった局があった。
- 2012年10月より日本テレビ系CS放送日テレプラスで再放送を開始。それに際して特別番組も制作された。内容はゆでたまごへのインタビューと、キン肉マンフリークとして知られる天野ひろゆき（キャイ〜ン）と小沢一敬（スピードワゴン）が、番組の設定した超人対決の展開・勝敗を予想し、ゆでたまご（嶋田隆司）の解説VTRによる答え合わせというものだった。
  - 2013年7月29日に日テレプラスで特番第二弾が放送された。
- スポーツライブ+の開局直後から、1期・2期が繰り返し再放送されていた。
- テレビ埼玉では2024年4月3日から、会社創立45周年記念事業としてアニメ第1期が放送された[67]。